# Anthemideae
Die Anthemideae sind eine Tribus in der Unterfamilie der Asteroideae innerhalb der Pflanzenfamilie der Korbblütler (Asteraceae). Die Tribus Anthemideae enthält etwa (100 bis) 110 Gattungen mit etwa 1750 Arten. Unter anderem enthält sie Gattungen wie Schafgarben, Artemisia oder Hundskamillen, aber auch Kamillen, Margeriten oder Chrysanthemen.

## Beschreibung

### Vegetative Merkmale
Es sind ein-, zweijährige bis ausdauernde krautige Pflanzen oder bilden als verholzende Pflanzen Halbsträucher oder Sträucher. Viele Arten besitzen einen aromatischen Duft, besonders die Laubblätter.
Sie besitzen wechselständige, selten gegenständige oder in Rosetten zusammengefasste Laubblätter, die meist in Blattstiel und Blattspreite gegliedert sind. Die Blattspreiten sind selten einfach, meist sind sie geteilt, gefingert oder gelappt. Die Blattränder sind glatt bis gezähnt oder gesägt.

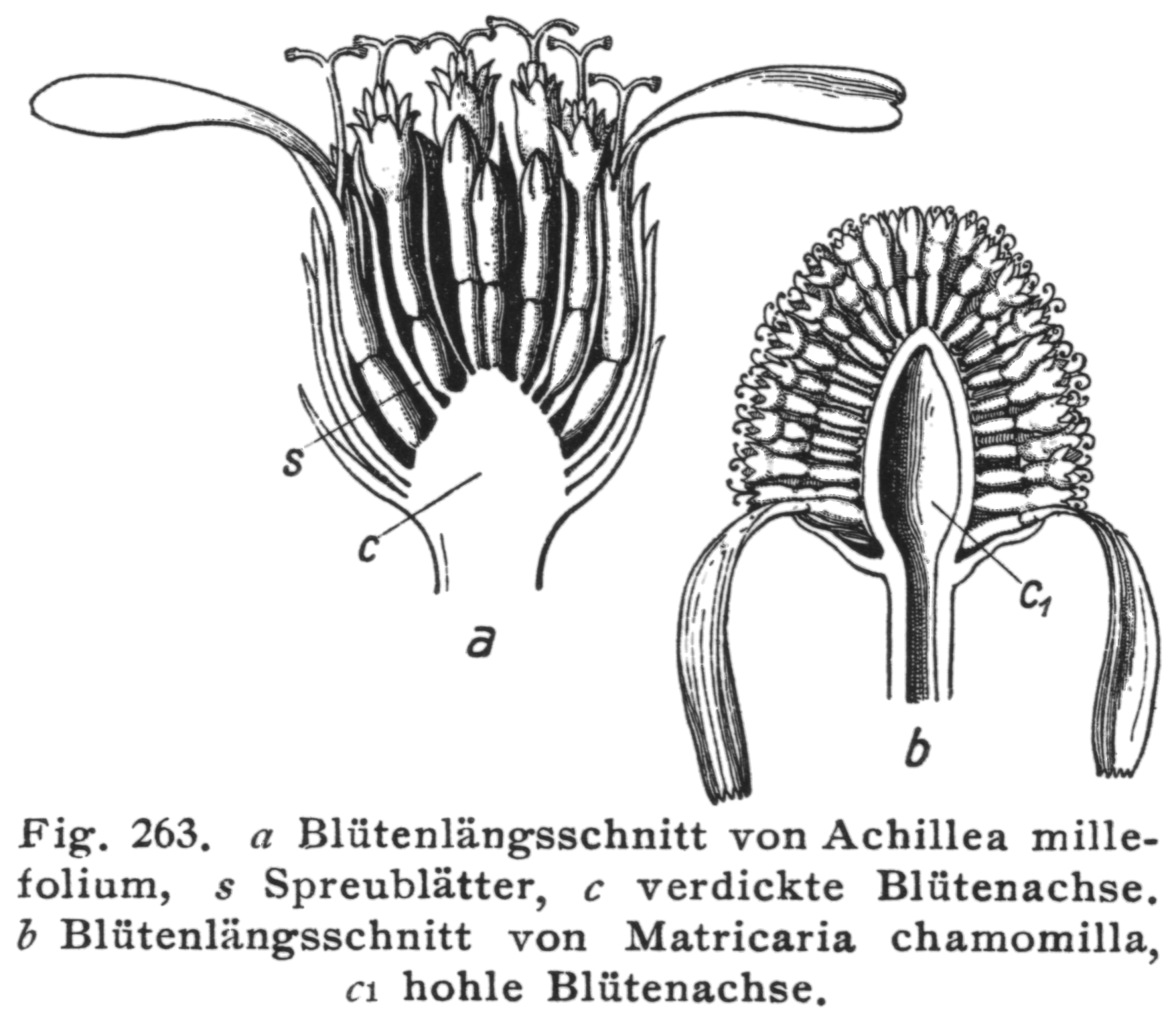
Längsschnitt der körbchenförmigen Blütenstände der Gemeinen Schafgarbe (Achillea millefolium) und der Echten Kamille (Matricaria chamomilla). Es sind die Röhrenblüten (innen) und die Zungenblüten (außen) und die Unterschiede in der Blütenstandsachse zu erkennen.

### Generative Merkmale
Die körbchenförmigen Blütenstände stehen manchmal einzeln oder zu wenigen in Gruppen zusammen, meist stehen sie in verzweigten, sehr unterschiedlich aufgebauten Gesamtblütenständen zusammen. Die Körbe enthalten meist sowohl meist eine, selten mehrere Reihen Zungen- (Strahlenblüten) als auch Röhrenblüten (Scheibenblüten) (siehe Illustration). Es sind meist zwei bis vier, selten bis zu sieben Reihen von Hüllblättern vorhanden. Der Korbboden ist flach, konvex bis kegelförmig. Spreublätter sind vorhanden oder fehlen.
Die zygomorphen, zwei- bis dreizähnigen Zungenblüten sind meist weiblich und fertil, nur selten sind sie steril. Die Farben der Zungenblüten reichen von gelb, weiß, verschiedenen Violetttönen über rosafarben bis selten rötlich. Die radiärsymmetrischen, vier- oder fünfzipfeligen Röhrenblüten sind immer fertil und meist zwittrig, selten funktional männlich. Die Röhrenblüten sind meist, selten rosa- bis purpurfarben. Die Staubbeutel besitzen Anhängsel. Die Pollenoberfläche besitzt Stacheln oder sie fehlen (ohne beispielsweise Ajaniopsis, Artemisia, Kaschgarica, Neopallasia).
Die Achänen in einem Fruchtstand sind meist alle gleich, selten deutlich unterschiedlich. Die Achänen sind manchmal geflügelt, meist ohne Pappus, wenn ein Pappus vorhanden ist dann besteht er meist aus wenigen Schuppen oder ist als häutiger Saum ausgebildet.

## Systematik und Verbreitung
Die Verbreitung der Tribus Anthemideae ist fast weltweit. Es gibt kaum Arten in den Tropen. Doch sind die meisten Arten in der Alten Welt beheimatet: Eurasien, Nord- und Südafrika. Besonders viele Arten sind in Zentralasien, im Mittelmeergebiet und in der Capensis zu finden. Weniger Arten gibt es in Nordamerika und Australasien. 29 Gattungen kommen nur auf der Südhalbkugel vor oder haben dort das Zentrum ihrer Artenvielfalt; es sind etwa 290 Arten. In Pakistan kommen 22 Gattungen mit etwa 91 Arten, in China etwa 26 Gattungen und in Nordamerika 26 Gattungen mit etwa 99 Arten vor.
Die Veröffentlichung der Tribus Anthemideae erfolgte durch Alexandre Henri Gabriel de Cassini 1815 in Bulletin de la Société Philomatique de Paris, S. 173 und 1819 in Journal de Physique, de Chimie et d'Histoire Naturelle (Paris), 88, S. 192.

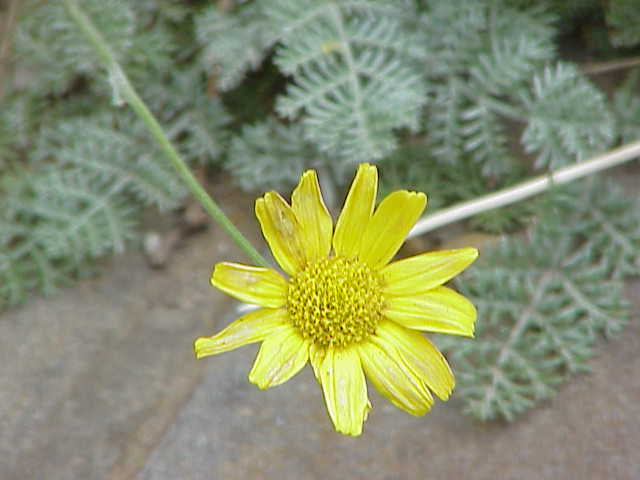
Subtribus Anthemidinae: Archanthemis marschalliana

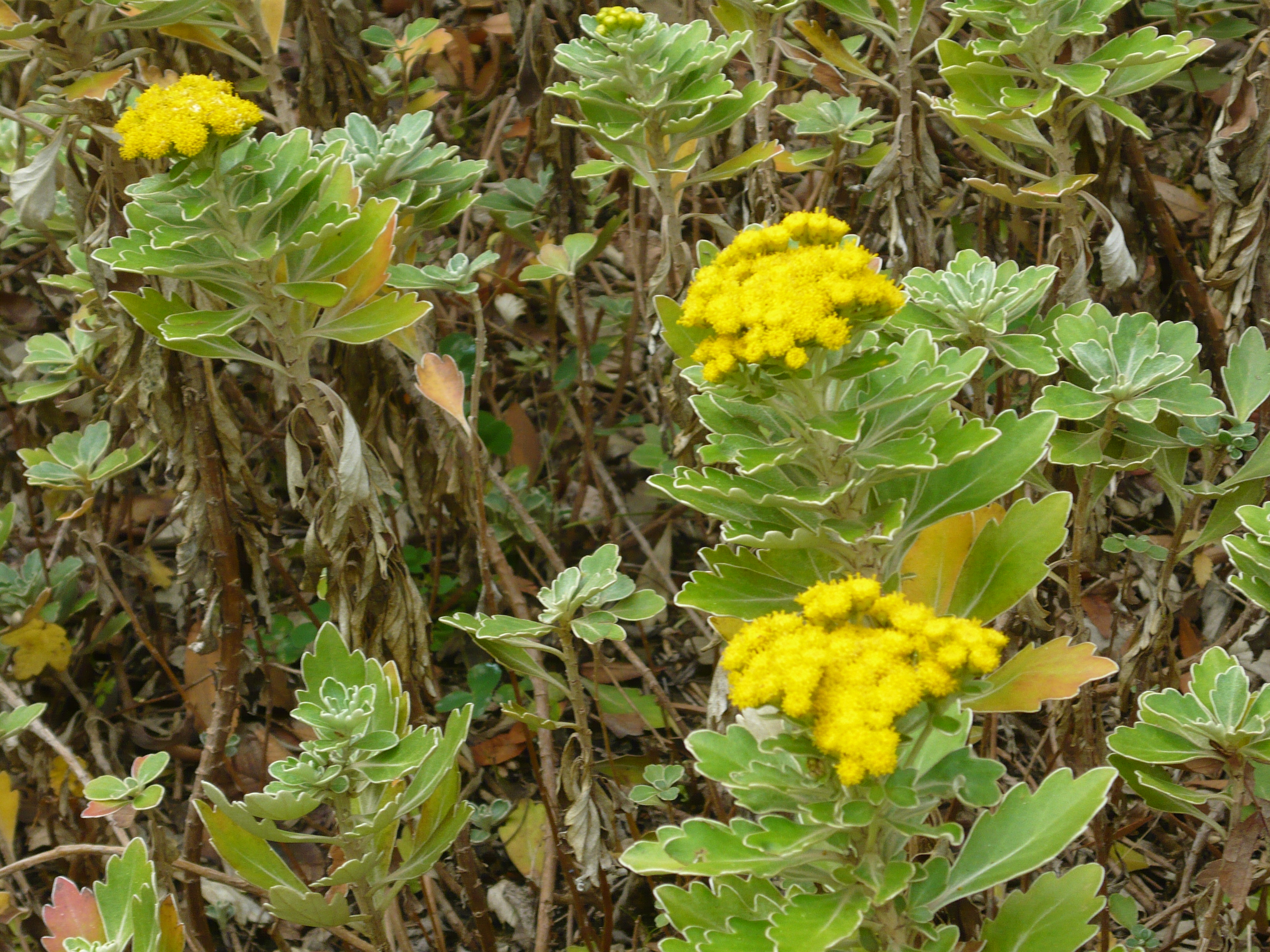
Subtribus Artemisiinae: Als Zierpflanze verwendet wird die Gold-und-Silber-Chrysantheme (Ajania pacifica).

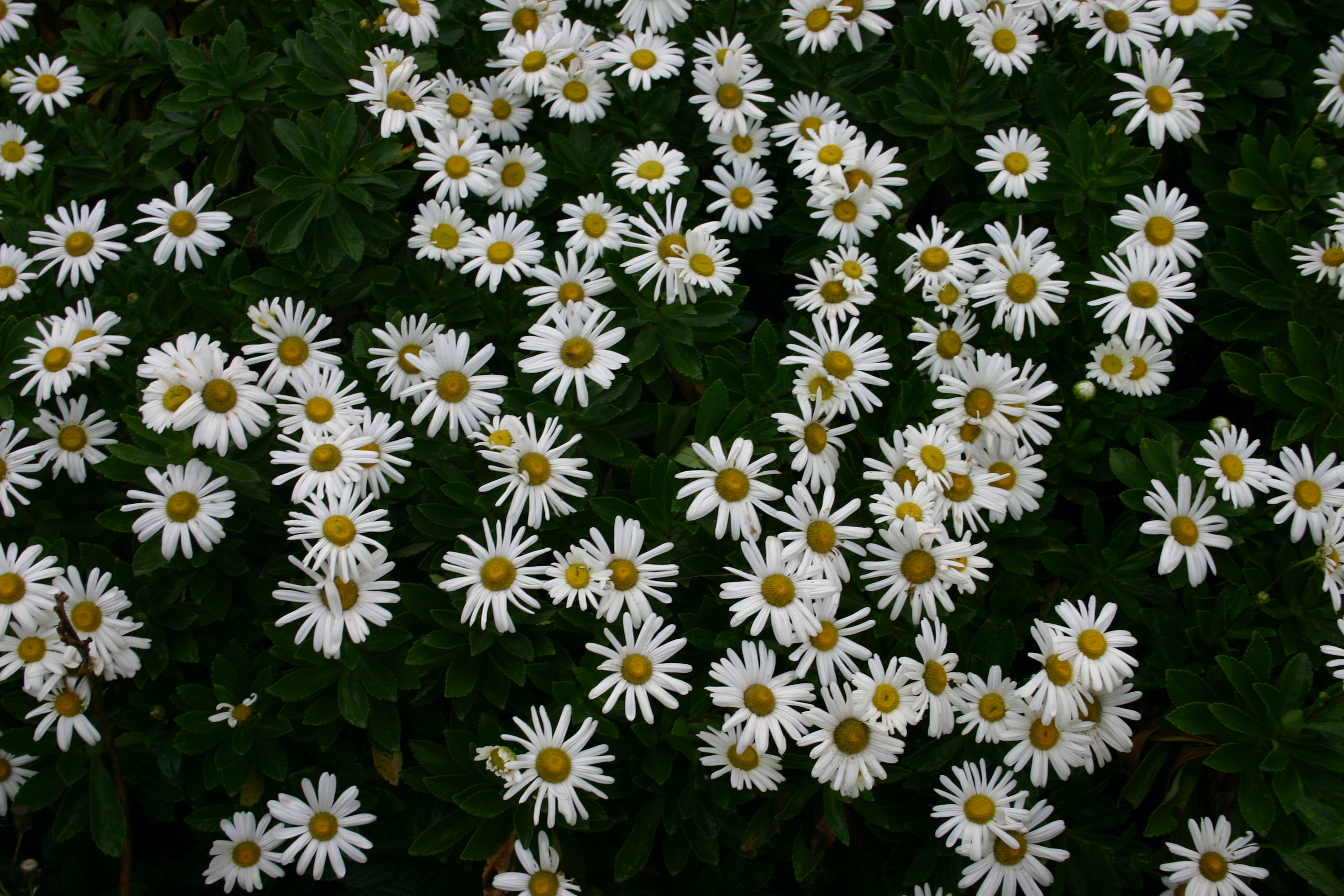
Subtribus Artemisiinae: Nipponanthemum nipponicum

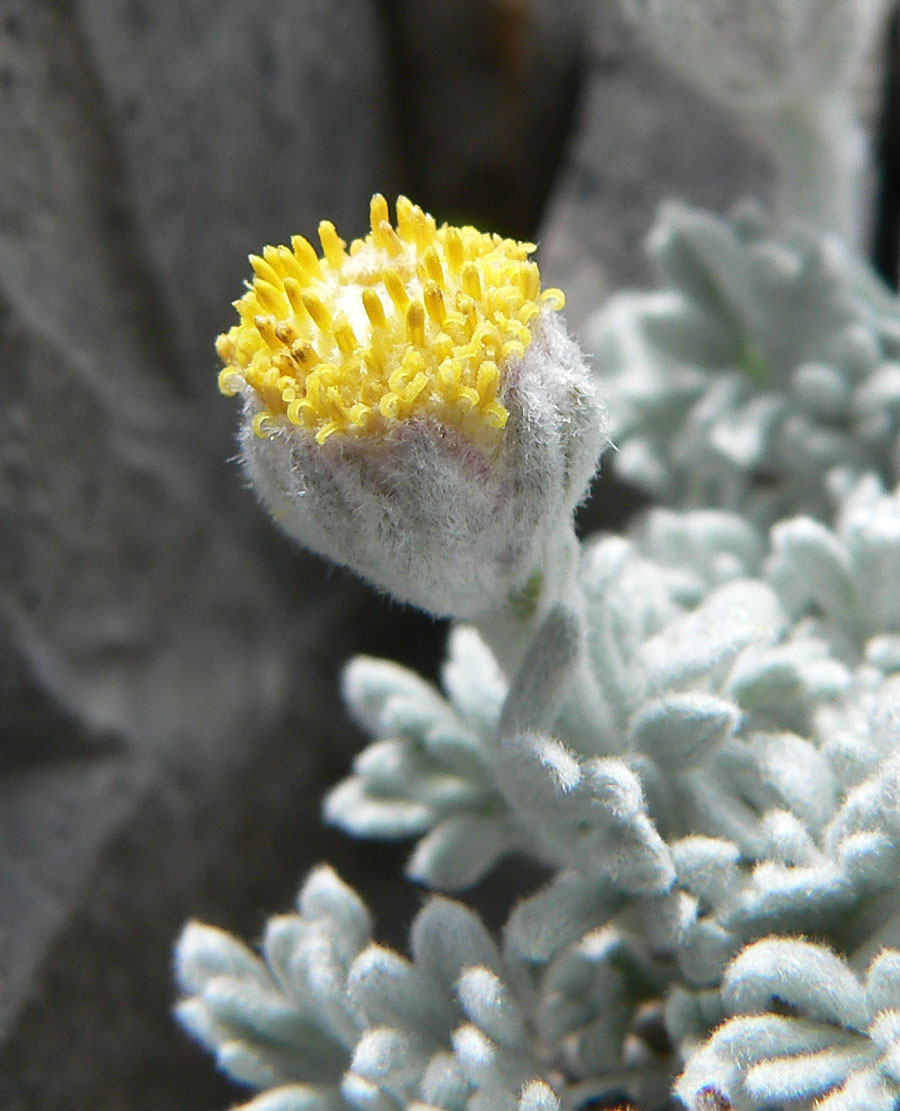
Subtribus Artemisiinae: Sphaeromeria compacta

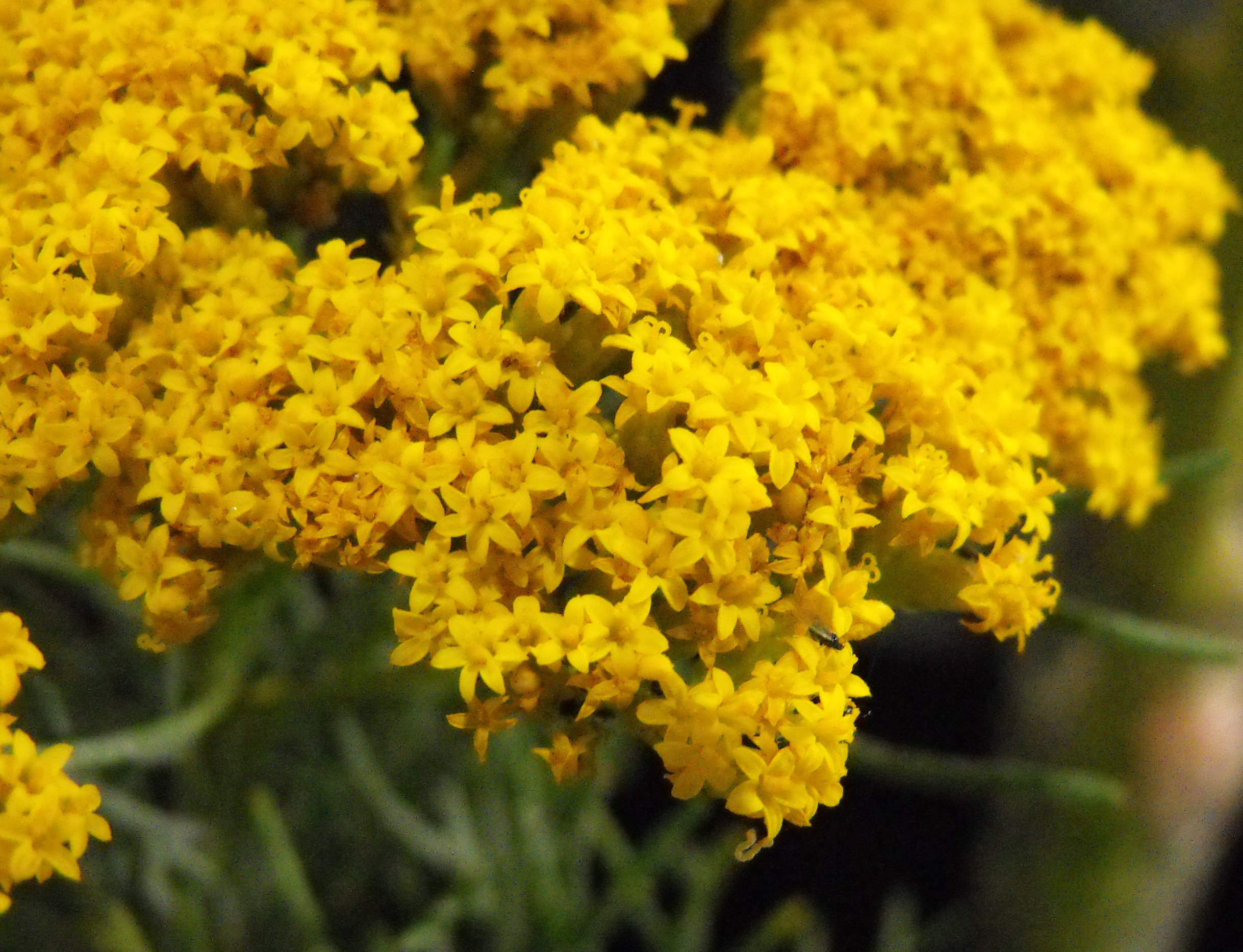
Subtribus Athanasiinae: Athanasia acerosa

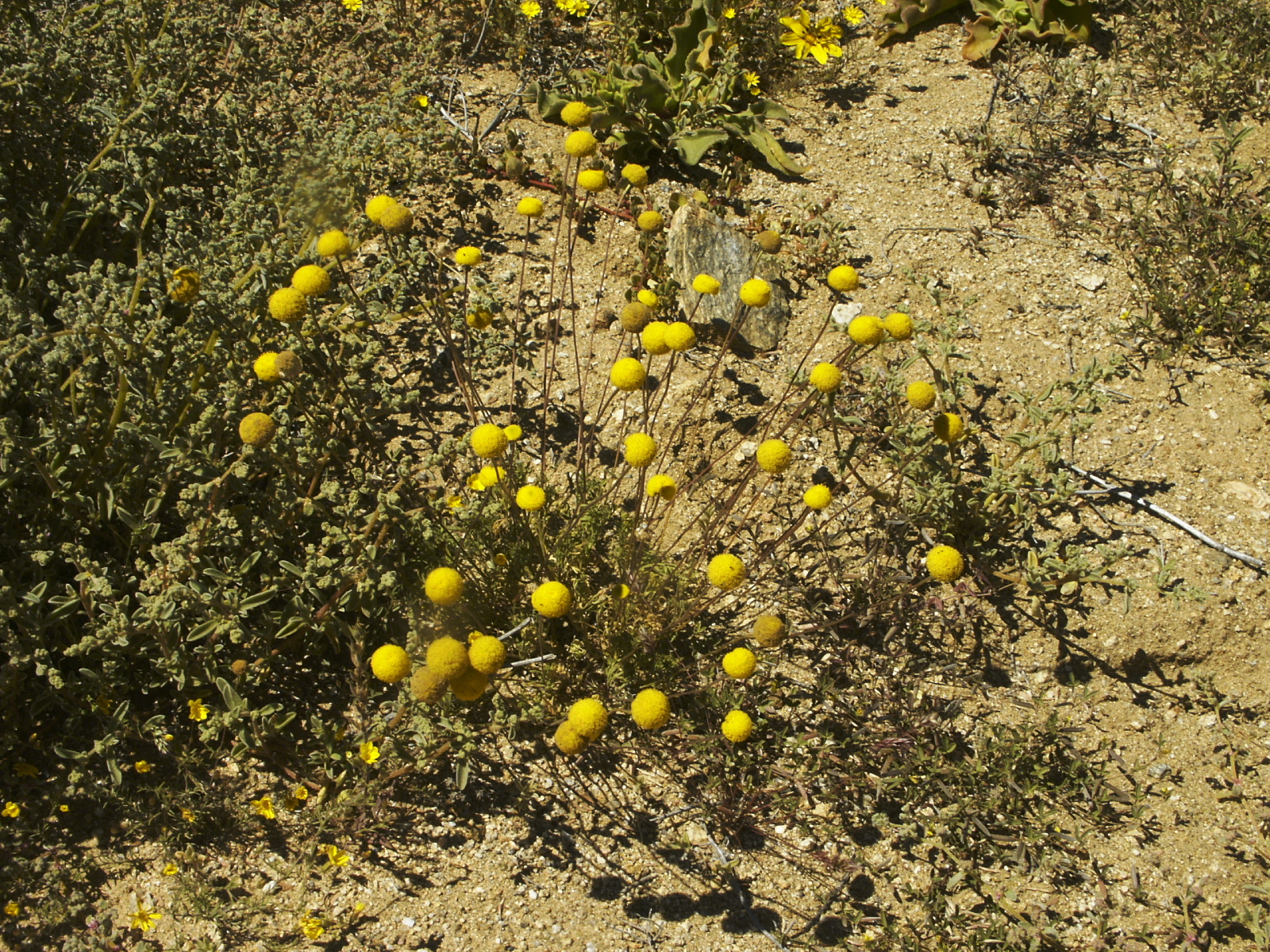
Subtribus Cotulinae: Cotula barbata am Naturstandort

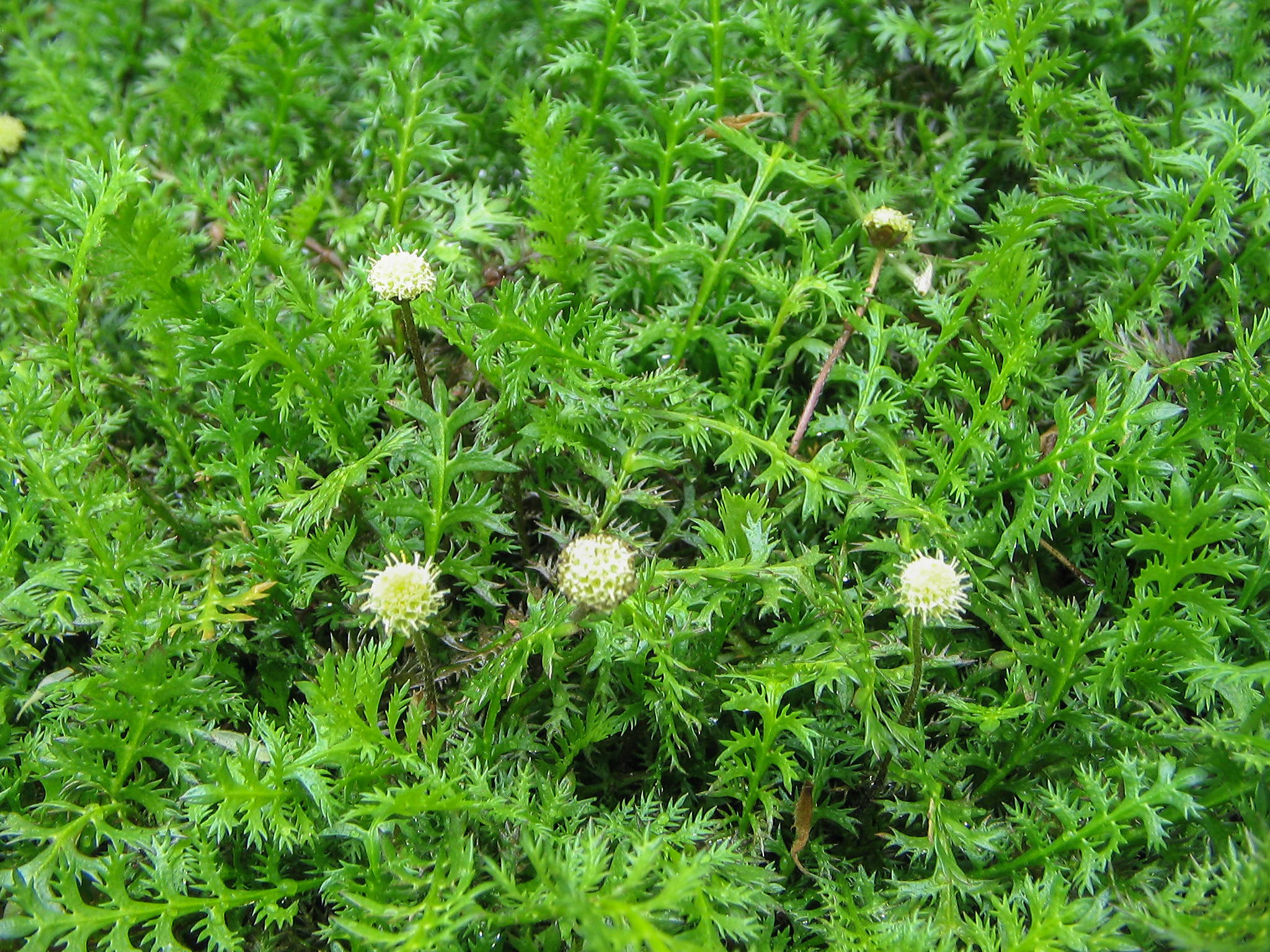
Subtribus Cotulinae: Leptinella squalida

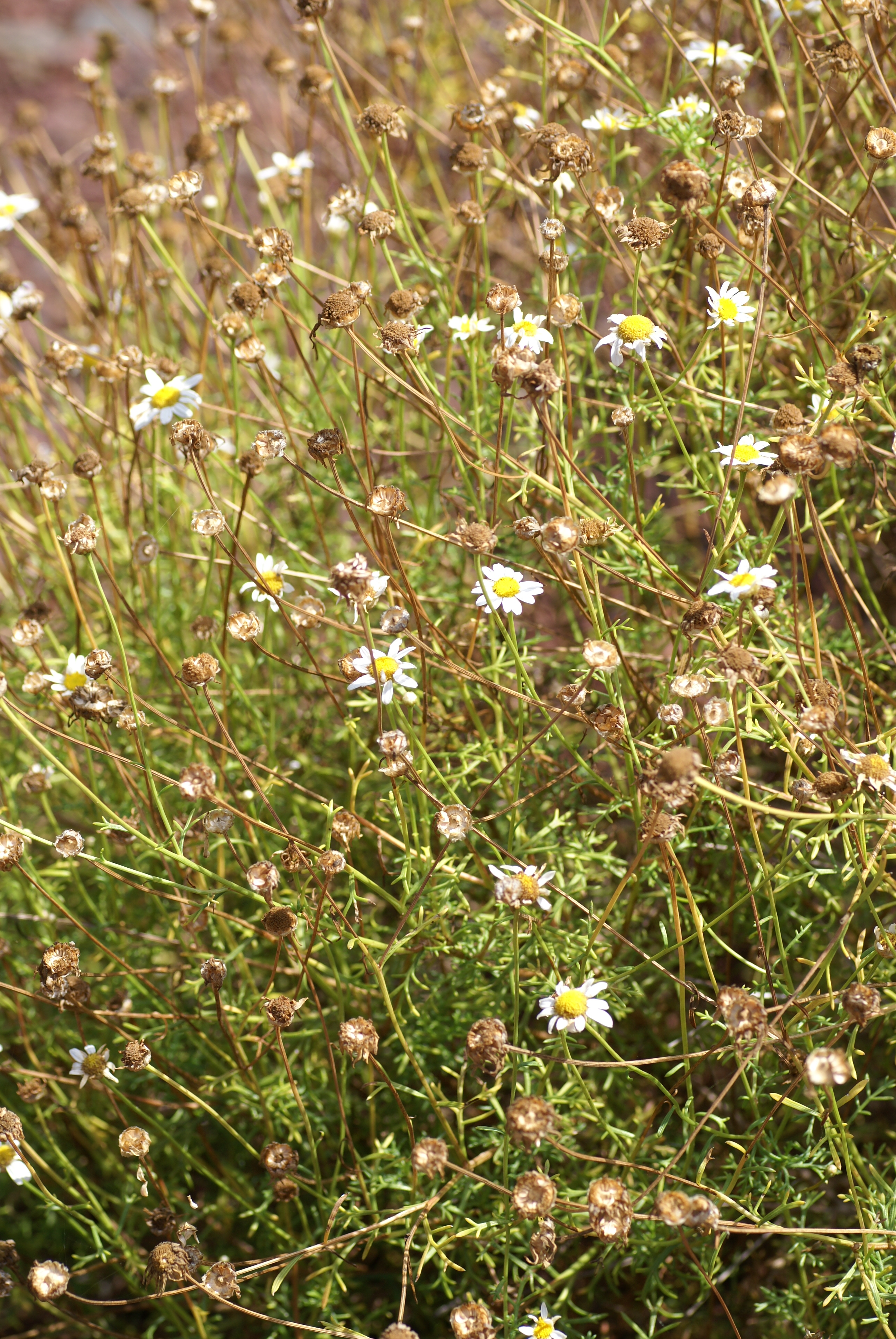
Subtribus Glebionidinae: Argyranthemum foeniculaceum

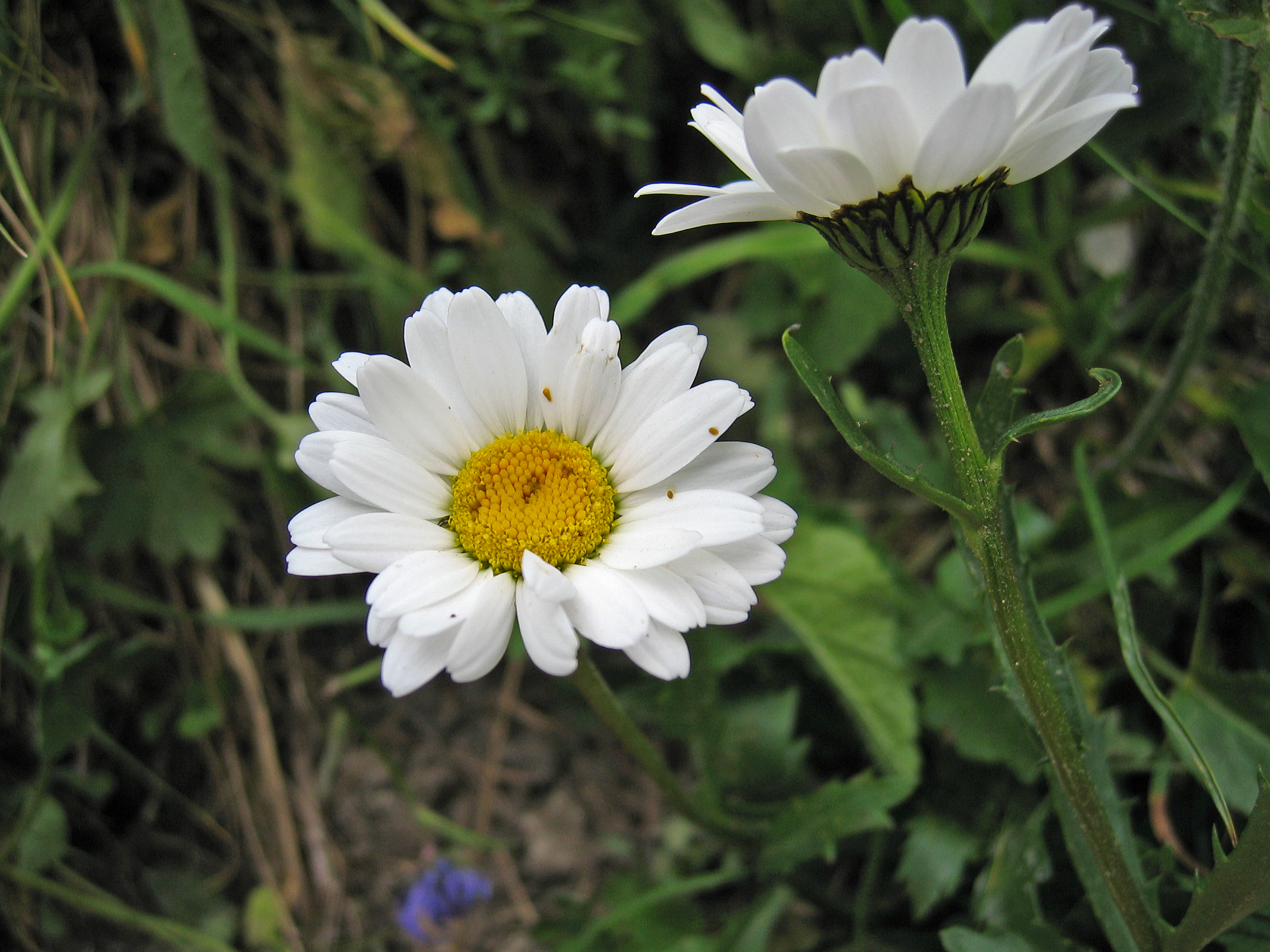
Subtribus Leucantheminae: Leucanthemum atratum

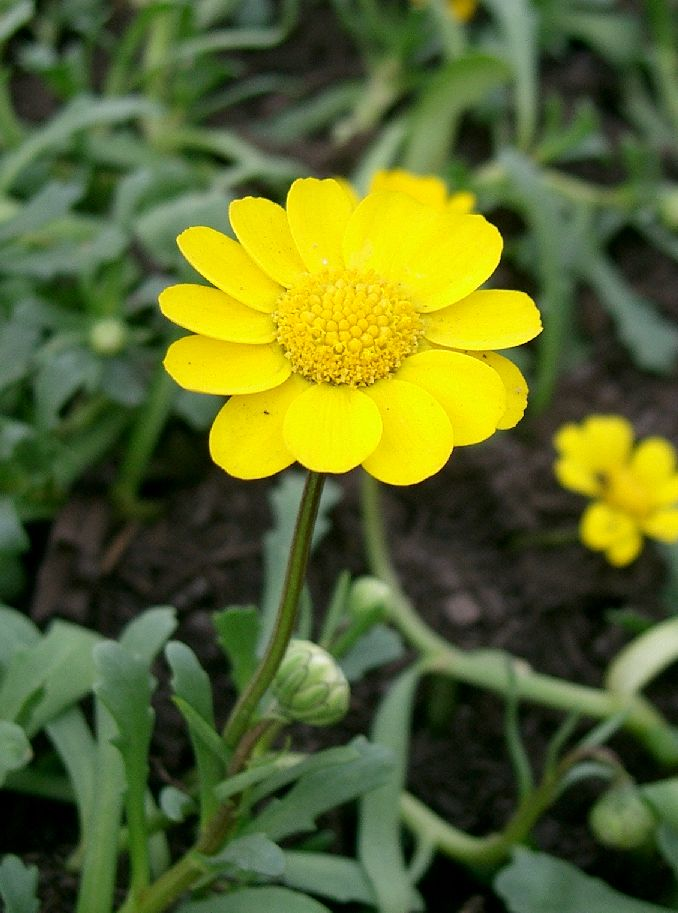
Subtribus Leucantheminae: Gelbe Margerite (Coleostephus myconis)

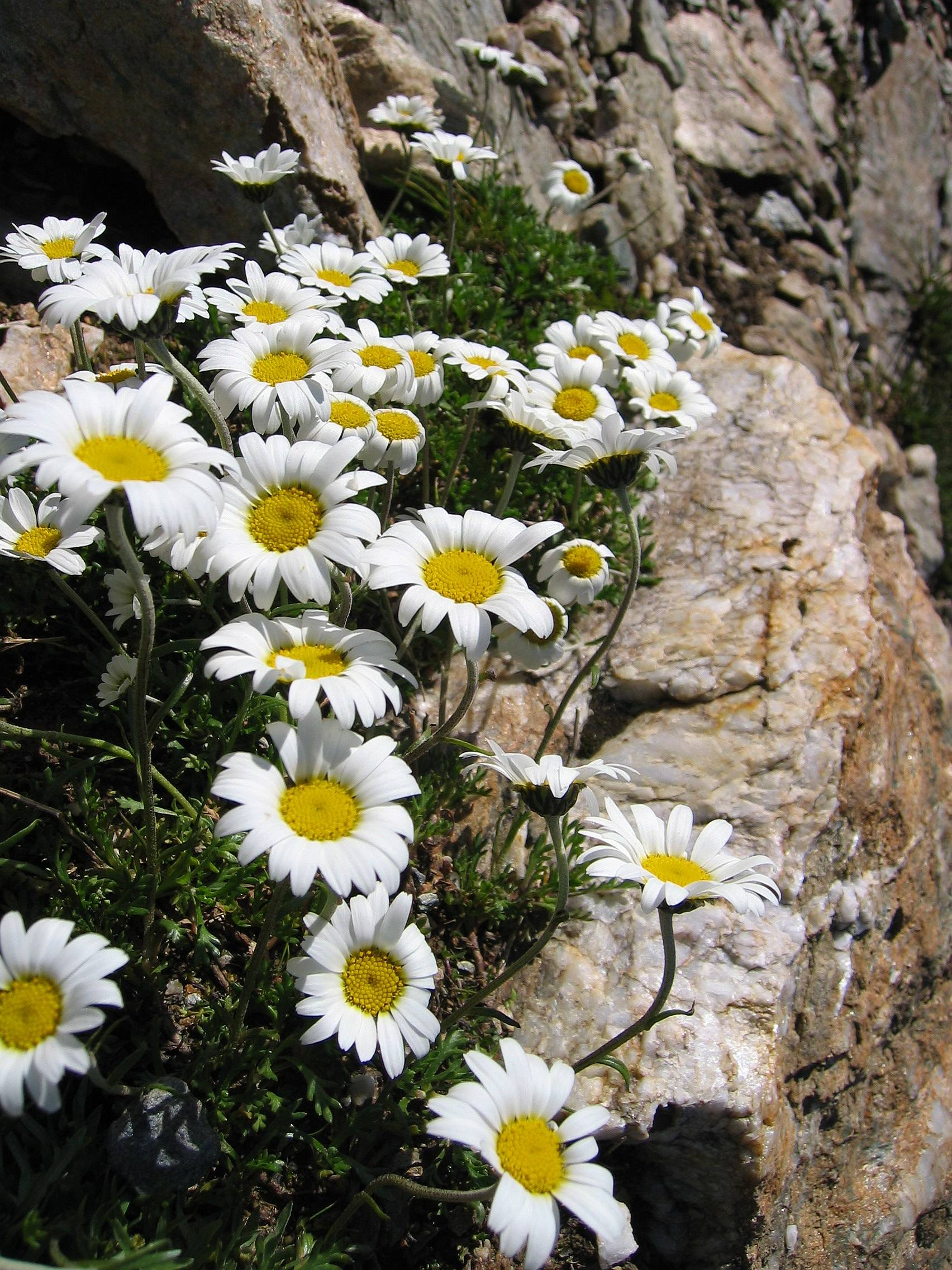
Subtribus Leucanthemopsidinae: Leucanthemopsis alpina

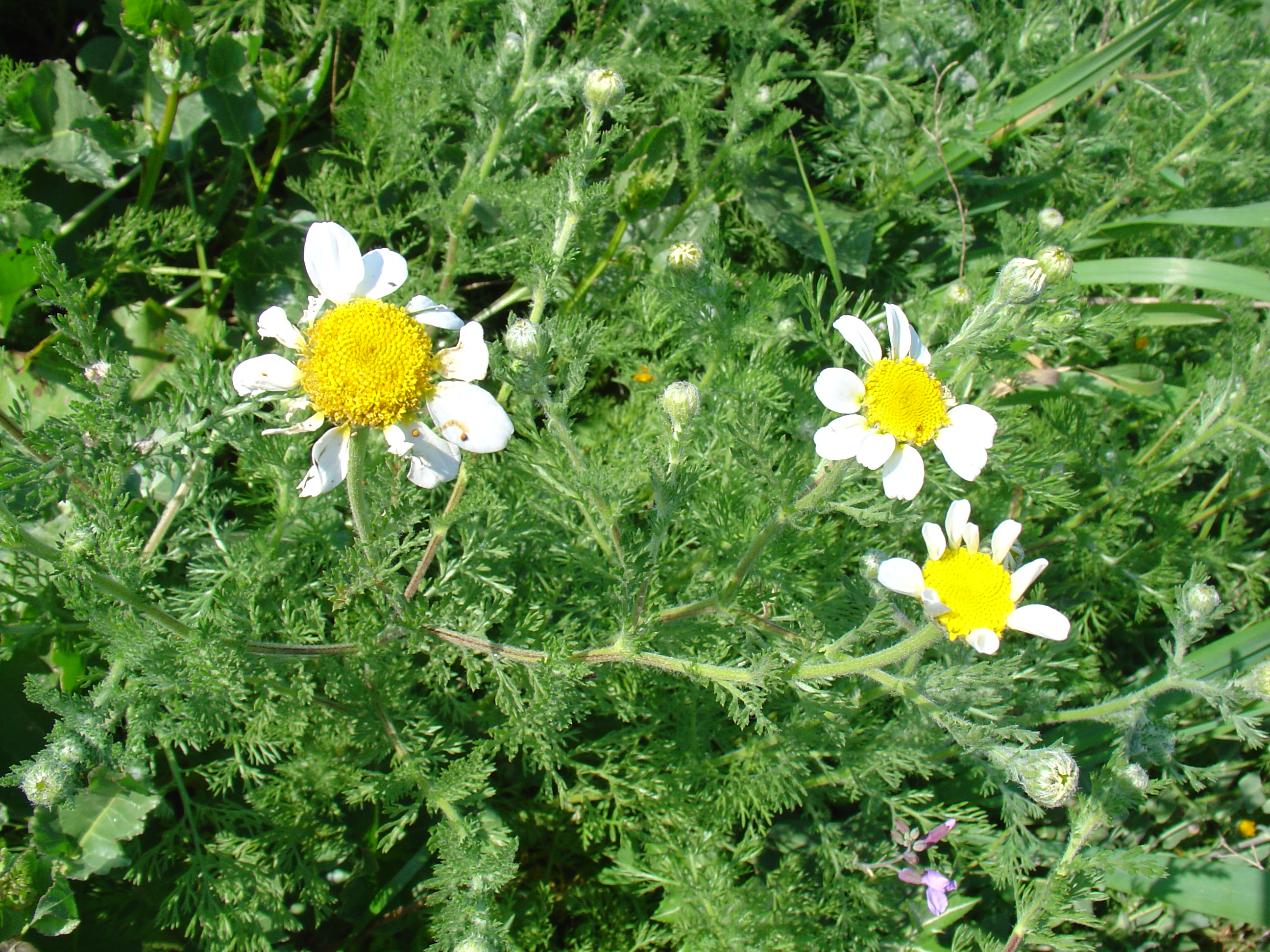
Subtribus Matricariinae: Keulen-Bertram (Anacyclus clavatus)

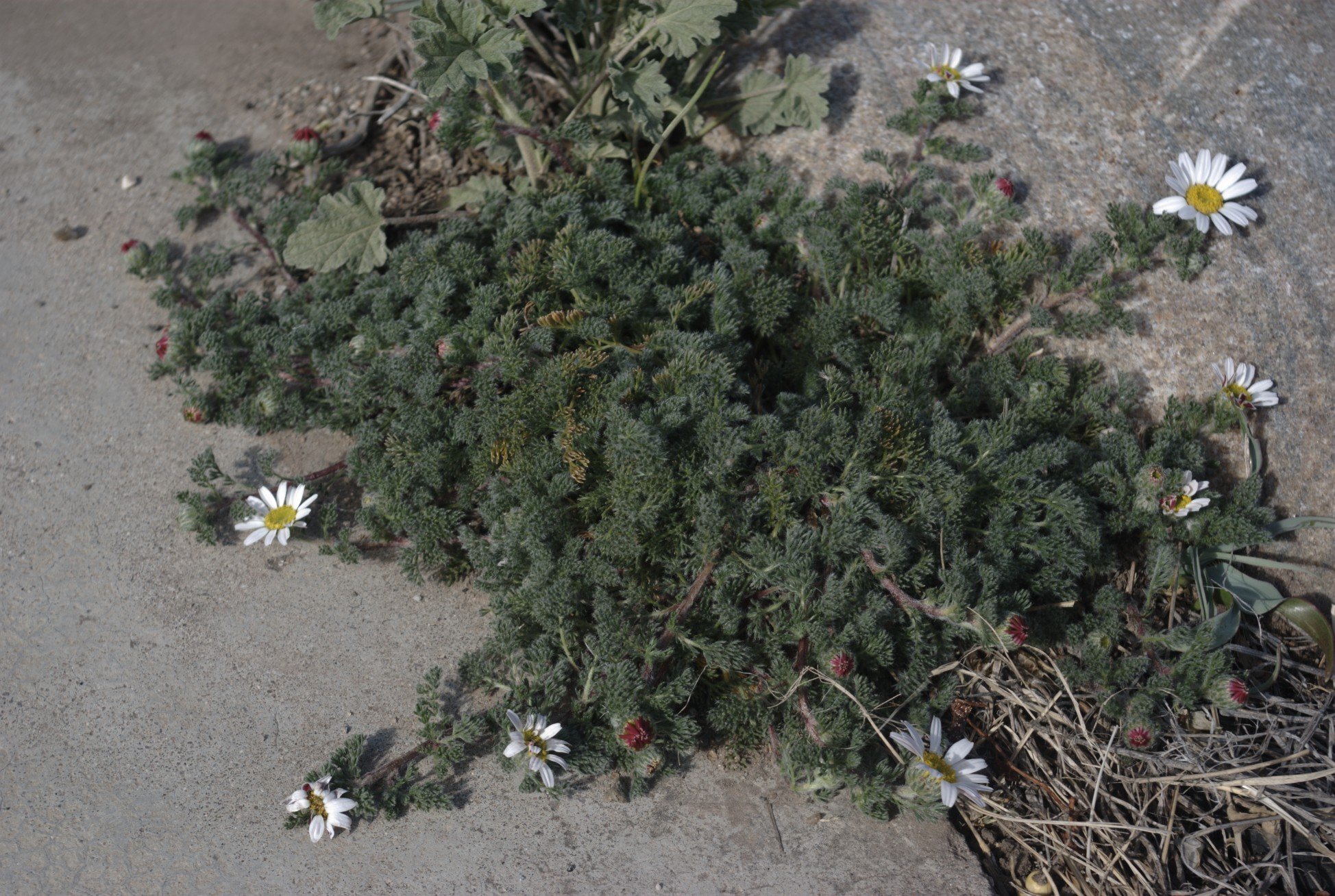
Subtribus Matricariinae: Mehrjähriger Bertram (Anacyclus pyrethrum)

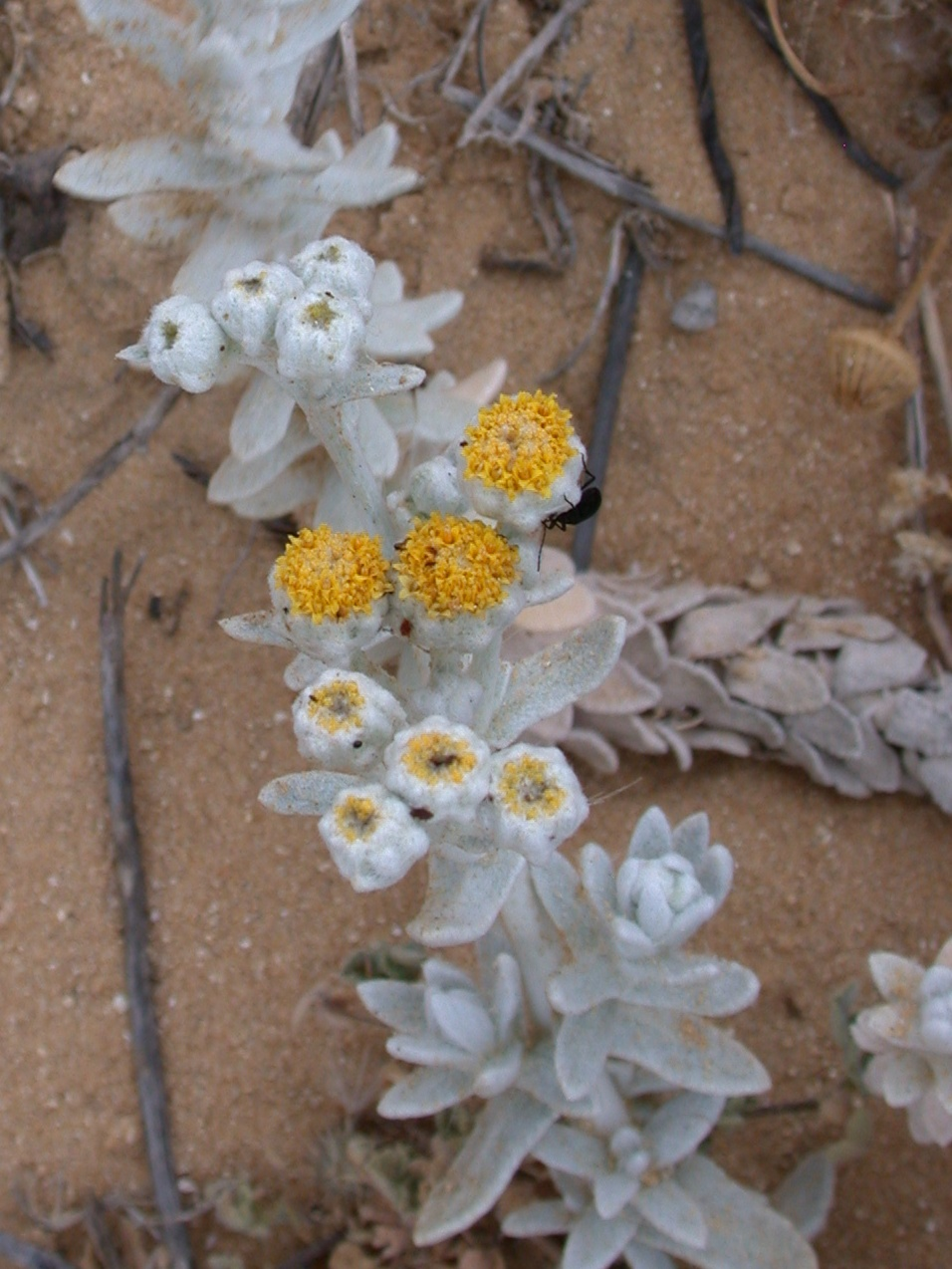
Subtribus Matricariinae: Otanthus maritimus

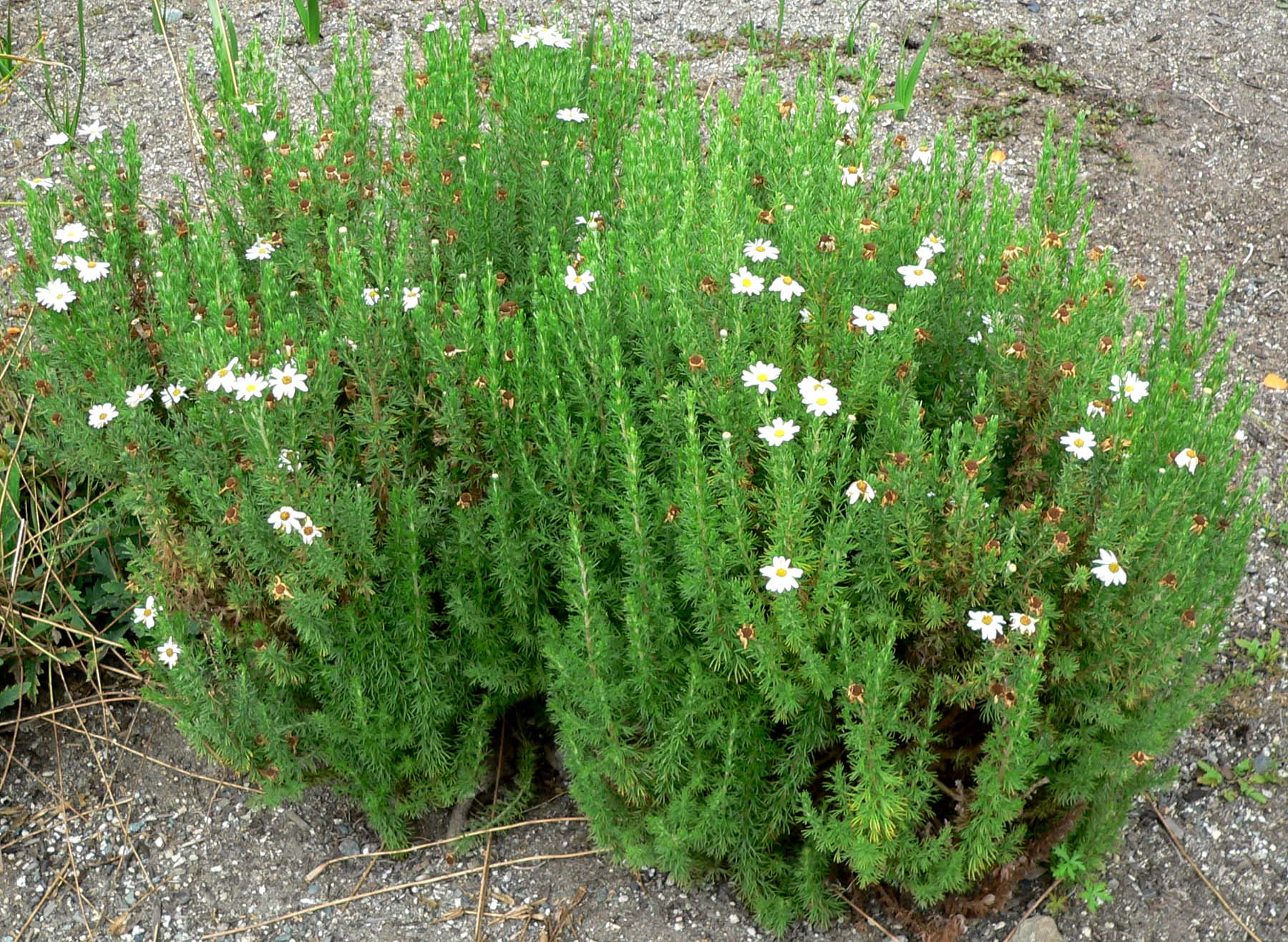
Subtribus Phymasperminae: Eumorphia sericea subsp. robustior

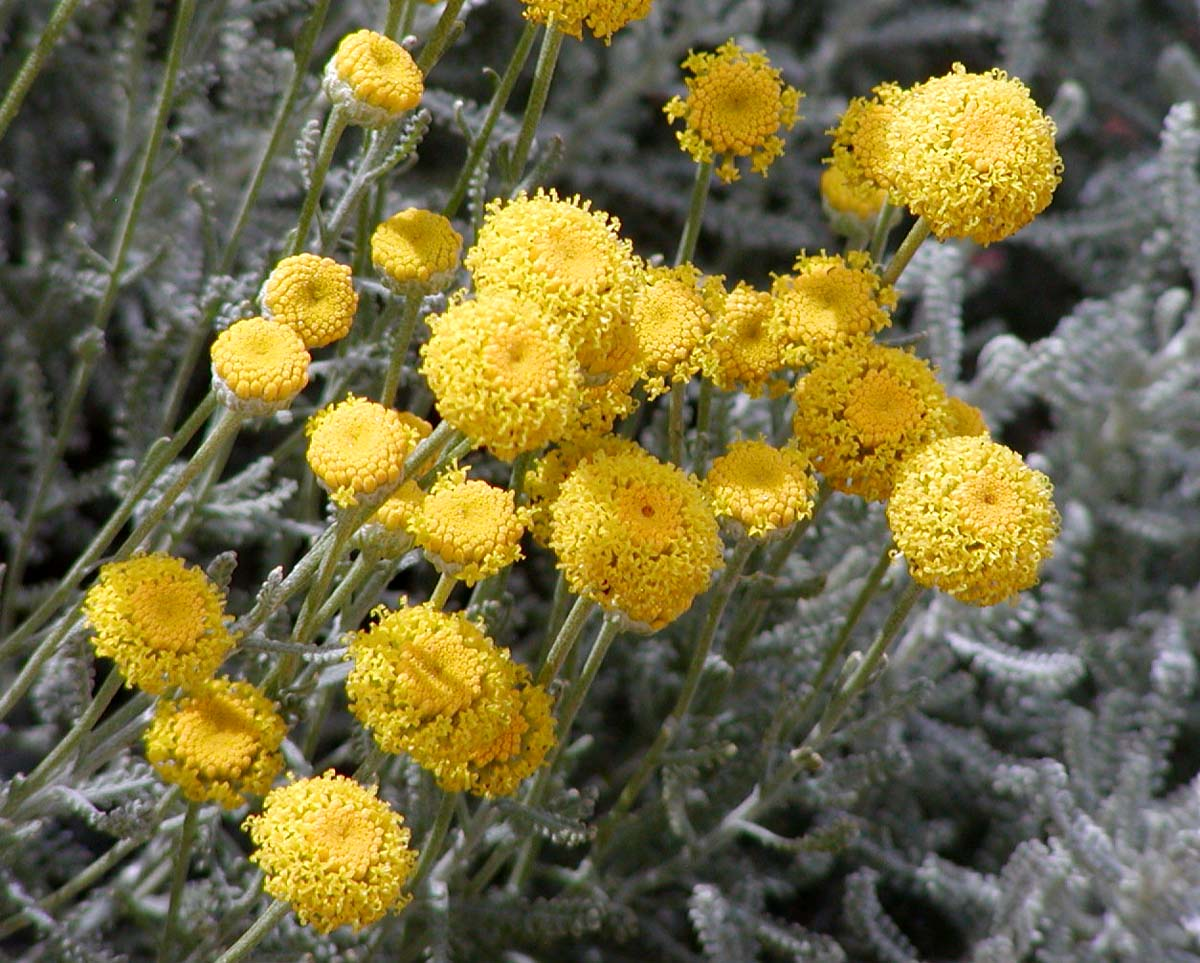
Subtribus Santolininae: Santolina chamaecyparissus

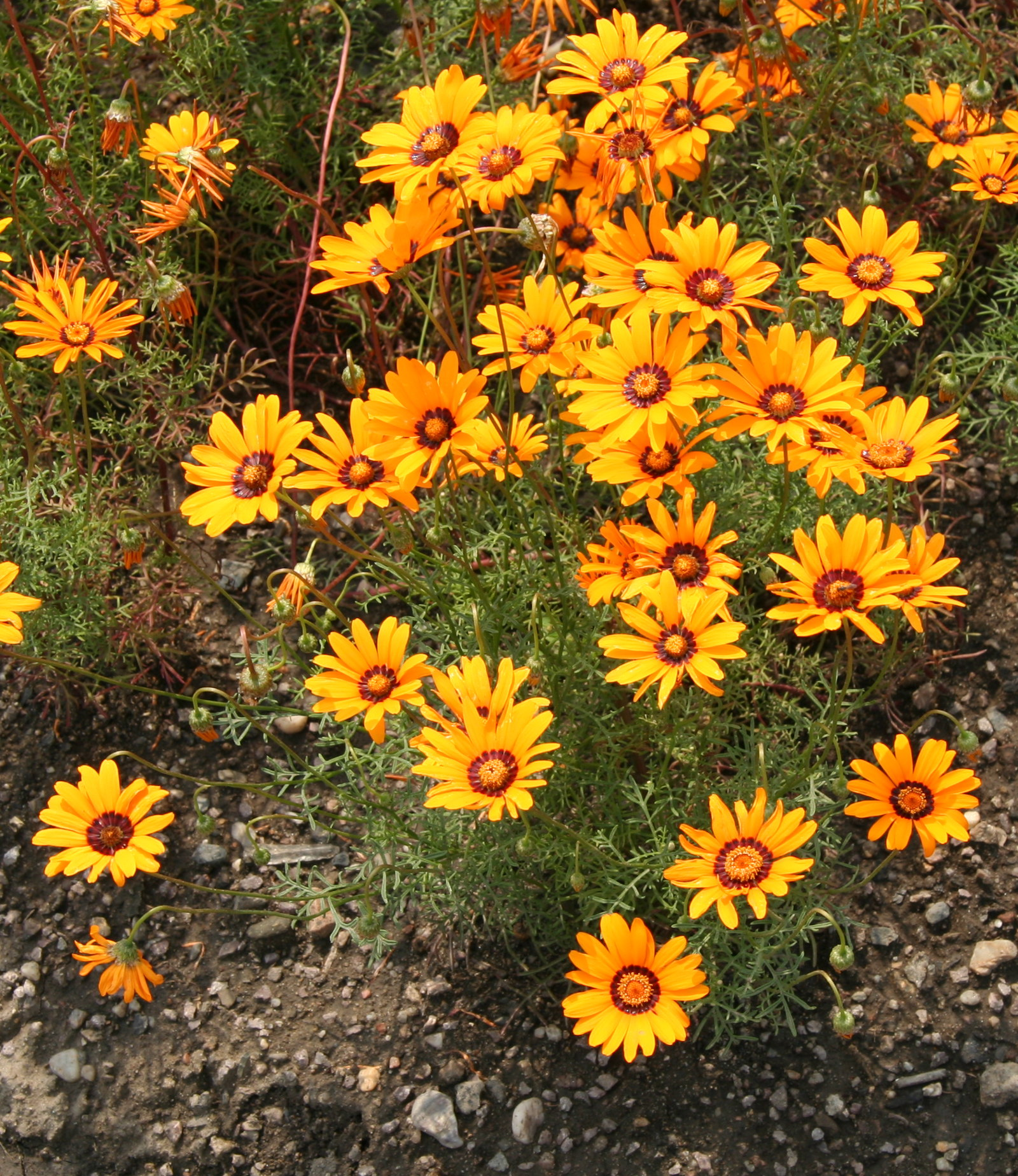
Subtribus Ursiniinae: Ursinia anthemoides

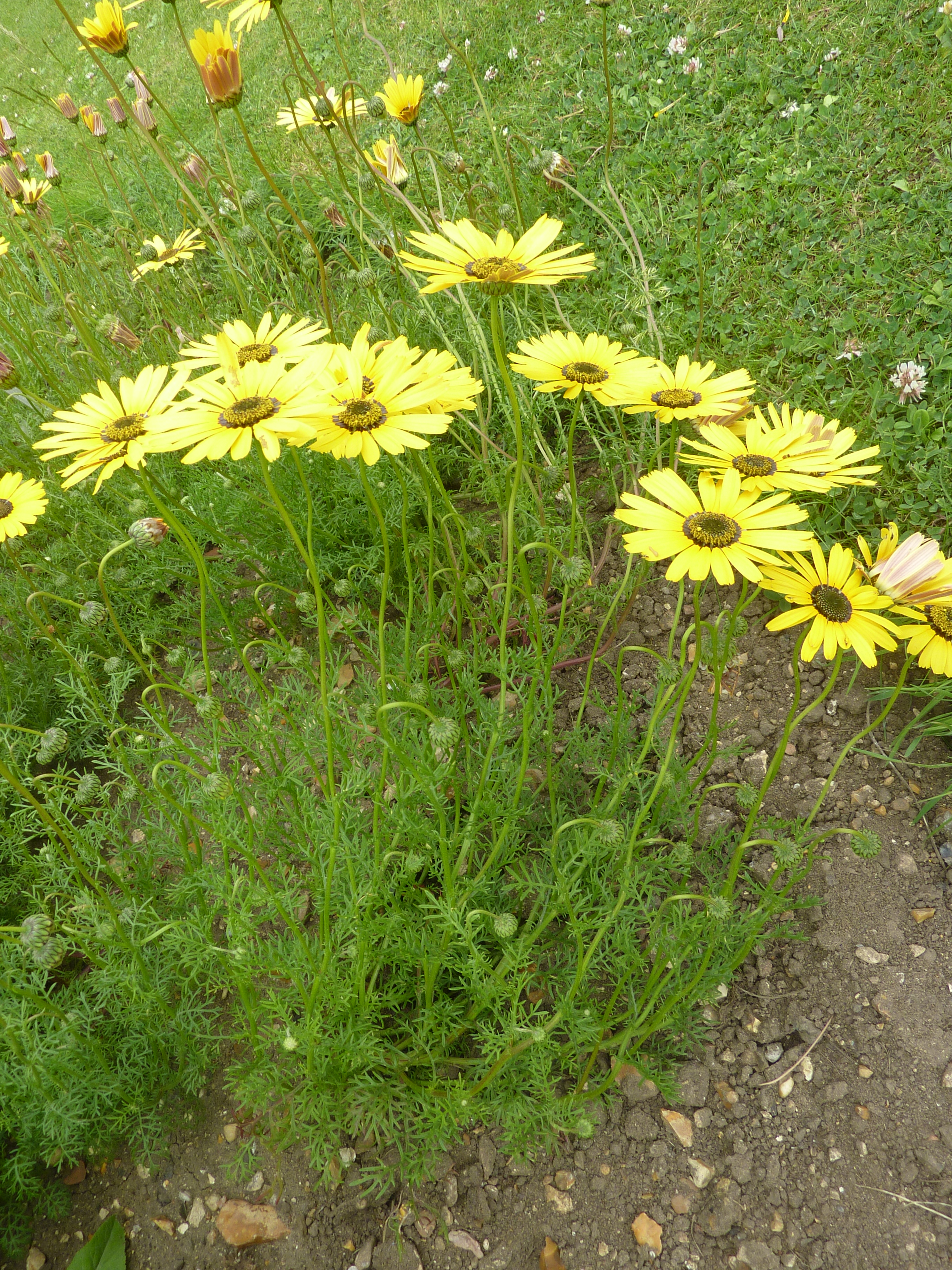
Subtribus Ursiniinae: Schöne Bärenkamille (Ursinia speciosa)

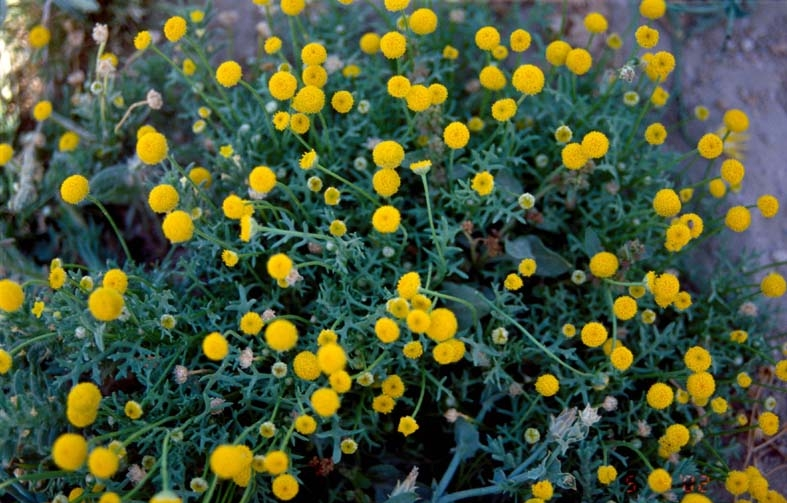
Aaronsohnia factorovskyi

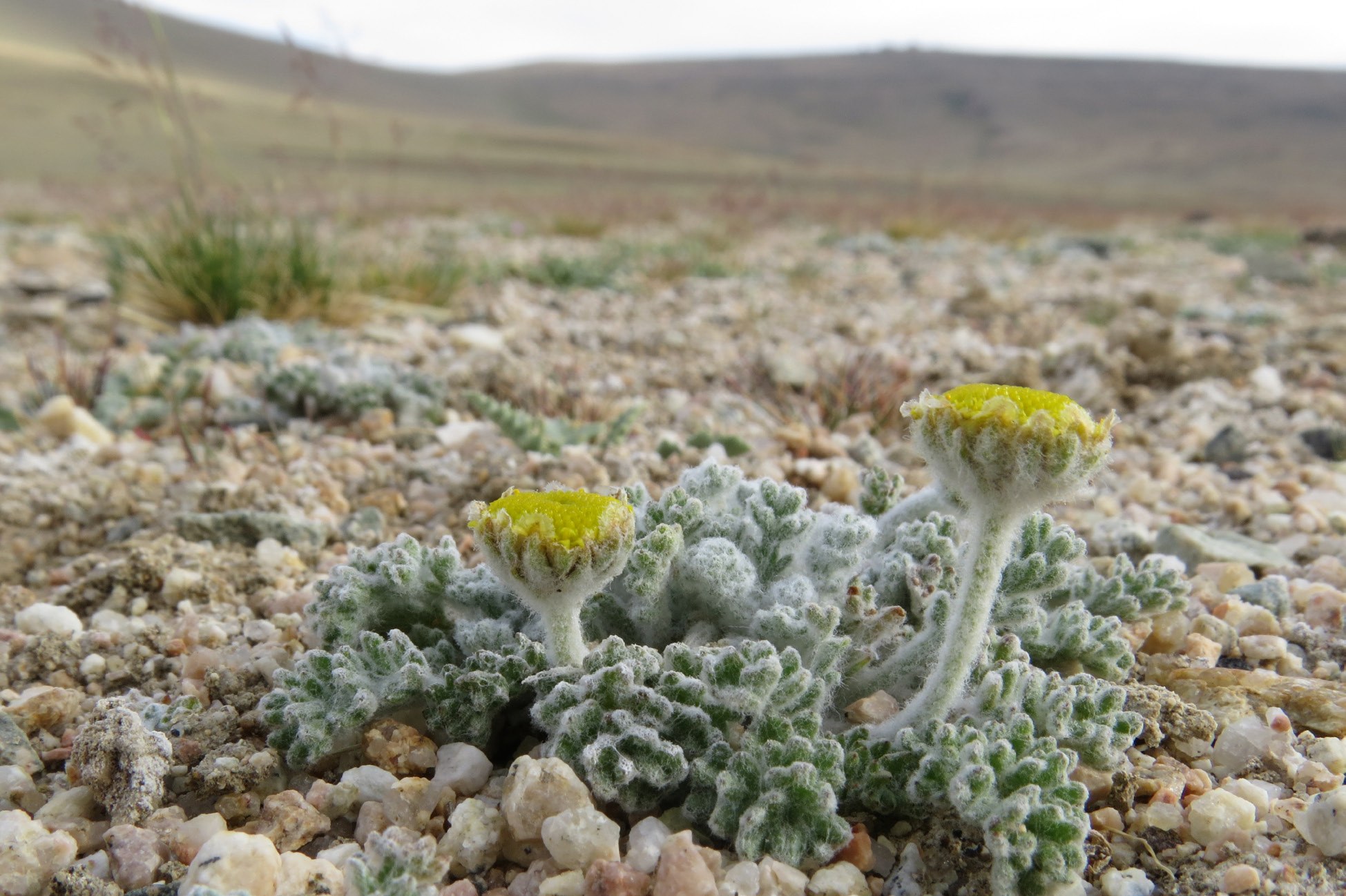
Cancrinia krasnoborovii

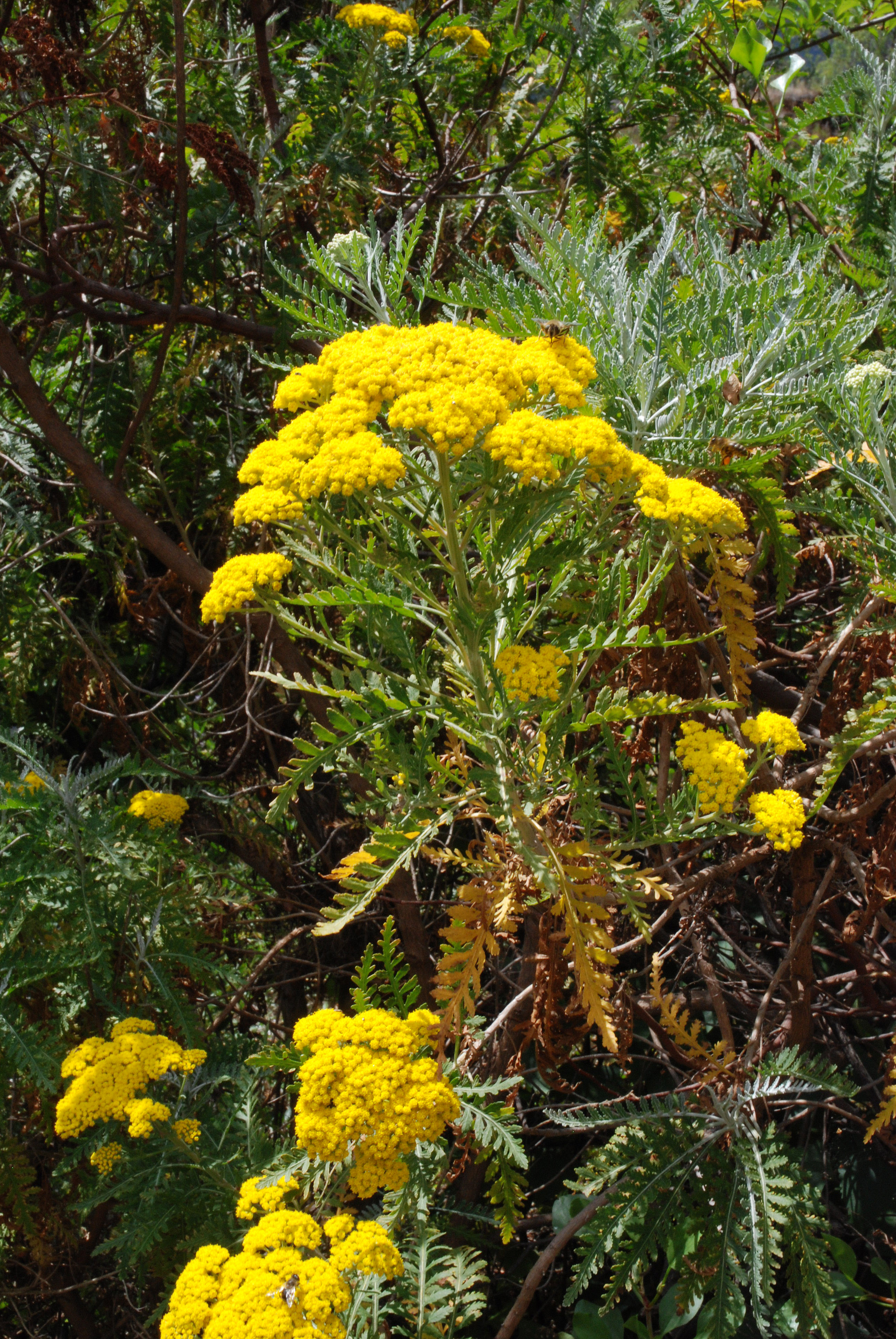
Gonospermum elegans

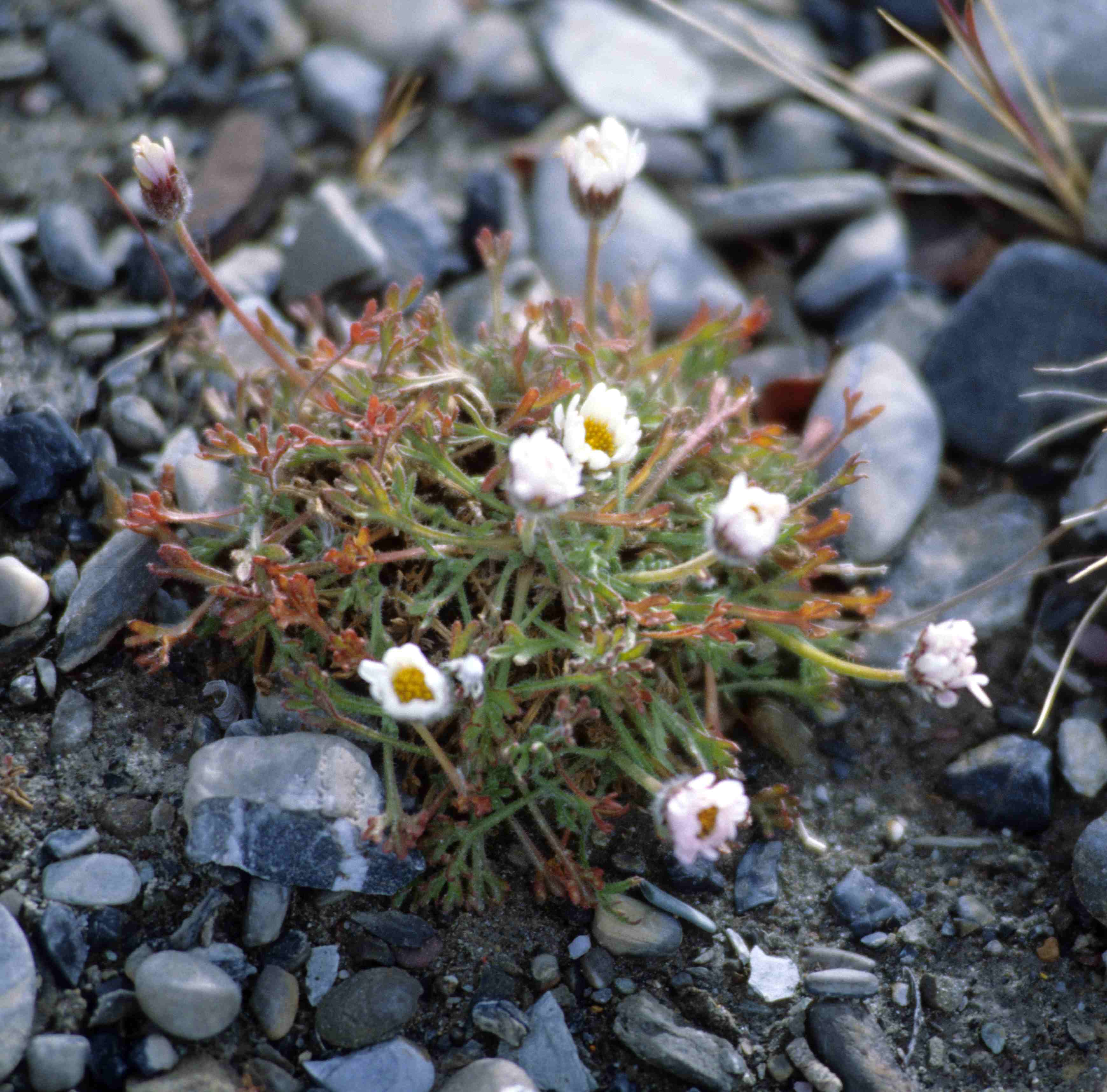
Hulteniella integrifolia

Die Tribus Anthemideae wird nach Oberprieler, Himmelreich und Vogt 2007 in 14 Subtribus gegliedert und enthält etwa 111 Gattungen (vollständige Liste, Stand 2011) mit etwa 1750 bis 1800 Arten:
- Subtribus Anthemidinae (Cass.) Dumort.: Sie enthält etwa sechs Gattungen:
  - Hundskamillen (Anthemis L.): Die 115 bis 150 Arten sind von Pakistan und Zentralasien westwärts bis Nordafrika und Europa weitverbreitet.[2]
  - Archanthemis Lo Presti & Oberpr.: Von den nur vier Arten kommt eine nur im asiatischen Teil der Türkei vor, eine im Kaukasusraum, eine in der Türkei sowie im Kaukasusraum und eine im europäischen Teil Russlands vor.[2]
  - Cota J.Gay ex Guss.: Die etwa 40 Arten sind vom Mittelmeerraum bis Kleinasien verbreitet.[2] Hierher gehören beispielsweise:
    - Hohe Hundskamille (Cota altissima (L.) J.Gay, Syn.: Anthemis altissima L.)
    - Österreichische Hundskamille (Cota austriaca (Jacq.) Sch. Bip., Syn.: Anthemis austriaca Jacq.)
    - Färberkamille (Cota tinctoria (L.) J.Gay, Syn.: Anthemis tinctoria L.)[3][4]
    - Trionfettis Hundskamille (Cota triumfettii (L.) J.Gay, Syn.: Anthemis triumfettii (L.) DC.)

  - Nananthea DC.: Sie enthält nur eine Art:
    - Nananthea perpusilla (Loisel.) DC.: Sie kommt nur auf Sardinien und Korsika vor.

  - Wucherblumen (Tanacetum L., Syn.: Balsamita Mill., Gonospermum Less., Gymnocline Cass., Lugoa DC., Pyrethrum Medik., Pyrethrum Zinn, Spathipappus Tzvelev): Die etwa 50 bis 152 Arten (je nach Autor, da viele Arten aus anderen Gattungen hinzugekommen sind) sind in Europa, gemäßigten Gebieten Asiens und Nordafrika beheimatet. Einige Arten werden in Afrika zur Gewinnung von Pyrethrum angebaut und sind dort verwildert; auch in Nordamerika und auf der Südhalbkugel sind einige Arten Neophyten.
  - Strandkamillen oder Ruderalkamillen (Tripleurospermum Sch. Bip.): Die 38 bis 83 Arten sind in Europa, in gemäßigten Klimagebieten Asiens weitverbreitet, nur wenige Arten kommen auch in Nordamerika und Nordafrika vor.
- Subtribus Artemisiinae Less.: Sie enthält 17 bis 20 Gattungen:
  - Ajania Poljakov: Die seit 2017 nur noch etwa 29 Arten sind im gemäßigten Klima Asiens: in China (alle Arten bis auf eine), Zentralasien, Japan, Afghanistan und Pakistan verbreitet.[5][6]
  - Arctanthemum (Tzvelev) Tzvelev: Die nur zwei Arten kommen in Finnland und Russland vor.
  - Beifuß (Artemisia L., Syn.: Absinthium Mill., Chamartemisia Rydb., Elachanthemum Y.Ling & Y.R.Ling, Oligosporus Cass., Seriphidium (Besser ex Hook.) Fourr.): Die etwa (380 bis) 522 Arten sind auf der Nordhalbkugel, in Südamerika, Südafrika und auf Pazifischen Inseln weitverbreitet.
  - Artemisiella Ghafoor: Sie enthält nur eine Art:
    - Artemisiella stracheyii (Hook. f. & Thomson ex C.B.Clarke) Ghafoor: Sie ist in alpinen Regionen in Pakistan (Kaschmir, Ladakh), im südwestlichen China, Nepal, Bhutan und nördlichen Indien verbreitet.

  - Brachanthemum DC.: Die etwa zehn Arten sind in Zentralasien verbreitet.
  - Chrysanthemen (Chrysanthemum L., Syn.: Dendranthema (DC.) Des Moul.): Die etwa 30 Arten sind vor allem in Ostasien verbreitet und Sorten einiger Arten werden in vielen Ländern kultiviert.
  - Crossostephium Less.: Die ein bis drei Arten sind in Asien verbreitet.
  - Filifolium Kitam.: Sie enthält nur eine Art:
    - Filifolium sibiricum (L.) Kitam.: Sie kommt in Sibirien, Korea und den chinesischen Provinzen Hebei, Heilongjiang, Jilin, Liaoning, Nei Monggol sowie Shanxi vor.[5]

  - Hippolytia Poljakov: Die etwa 19 Arten sind in Zentralasien, Mongolei, China (nur Xingiang sowie Xizang: sechs Arten), Himalaja, Afghanistan und Pakistan weitverbreitet.[5]
  - Kaschgaria Poljakov: Die nur zwei Arten sind in Zentralasien verbreitet.
  - Leucanthemella Tzvelev: Die nur zwei Arten sind in Europa, Japan, Korea, Russland und China weitverbreitet.[5]
  - Mausolea Poljakov: Sie enthält nur eine Art:
    - Mausolea eriocarpa (Bunge) Podlech: Sie kommt in Iran, Afghanistan und Zentralasien vor.

  - Neopallasia Poljakov: Sie enthält nur eine Art:
    - Neopallasia pectinata (Pall.) Poljakov: Sie ist in Zentralasien, südlichen Sibirien, in der Mongolei und in China weit verbreitet.[5]

  - Nipponanthemum (Kitam.) Kitam.: Sie enthält nur eine Art:
    - Nipponanthemum nipponicum (Franchet ex Maxim.) Kitamura: Die Heimat ist Japan.

  - Phaeostigma Muldashev: Die seit 2017 sechs Arten kommen alle in China vor; zwei Arten kommen darüber hinaus auch im Himalaya und Ostasien vor.[6]
  - Picrothamnus Nutt.: Sie enthält nur eine Art:
    - Picrothamnus desertorum Nuttall: Sie ist im westlichen Nordamerika verbreitet.

  - Sphaeromeria Nutt.: mit etwa neun Arten in Nordamerika und Mexiko.
  - Stilpnolepis Krasch.: Die nur ein oder zwei Arten sind in Zentralasien, in der Mongolei und in China verbreitet.[5]
  - Turaniphytum Poljakov: Die nur zwei Arten sind in Turkmenistan, Iran, Afghanistan und Kasachstan verbreitet.
- Subtribus Athanasiinae (Less.) Lindl. ex Pfeiff.: Sie enthält etwa sechs Gattungen. Fast alle Arten kommen nur in der Capensis vor:
  - Adenoglossa B.Nord.: Sie enthält nur eine Art:
    - Adenoglossa decurrens (Hutch.) B.Nord.: Sie ist in der Capensis beheimatet.

  - Athanasia L. (Syn.: Asaemia (Harv.) Benth., Stilpnophyton Less., Stilpnophytum Less. orth. var.): Die etwa 39 Arten sind alle in der Capensis beheimatet.
  - Eriocephalus L.: Die etwa 32 Arten sind in der Capensis beheimatet.
  - Hymenolepis Cass. (Syn.: Phaeocephalus S.Moore): Die etwa sieben Arten sind in der Capensis beheimatet.
  - Lasiospermum Lag.: Die nur zwei bis vier Arten sind in der Capensis beheimatet. Aber für Lasiospermum brachyglossum DC. gibt es Fundortangaben in Ägypten, Israel und Jordanien.[4]
  - Leucoptera B.Nord.: Die nur drei Arten sind in der Capensis beheimatet.
- Subtribus Cotulinae Kitt.: Sie enthält etwa zehn Gattungen. Die meisten Arten kommen nur auf der Südhalbkugel vor, mit einem Schwerpunkt der Artenvielfalt in der Capensis:
  - Adenanthellum B.Nord. (Syn.: Adenanthemum B.Nord.): Sie enthält nur eine Art:
    - Adenanthellum osmitoides (Harv.) B.Nord.: Sie ist in der Capensis beheimatet.

  - Laugenblumen (Cotula L., Syn.: Sphaeroclinium (DC.) Sch.Bip.): Die insgesamt etwa (44 bis) 55 Arten sind hauptsächlich auf der Südhalbkugel verbreitet; hauptsächlich in der Capensis mit Ausstrahlung ins östliche Afrika, in Südamerika sowie Mexiko und Australien sowie Neuseeland. Nur wenige Arten gibt es auf der Arabischen Halbinsel und in Nordafrika, oder im nordöstlichen Asien mit je zwei Arten in China und Pakistan, sowie südlichen ozeanischen Inseln.
  - Hilliardia B.Nord.: Sie enthält nur eine Art:
    - Hilliardia zuurbergensis (Oliv.) B.Nord.: Sie ist in der Capensis beheimatet.

  - Hippia L.: Die etwa acht Arten sind in der Capensis beheimatet.
  - Inezia E.Phillips: Die nur zwei Arten sind in der Capensis beheimatet. (Es gibt auch eine Vogelgattung Inezia Cherrie, 1909 in Südamerika)
  - Leptinella Cass.: Die etwa 33 Arten sind in Neuguinea, Australien, Neuseeland, Südamerika, den Falklandinseln sowie anderen subantarktischen Inseln verbreitet.
  - Lidbeckia P.J.Bergius: Die nur zwei Arten sind in der Capensis beheimatet.
  - Schistostephium Less. (Syn.: Peyrousea DC.): Es gibt etwa zwölf Arten im südlichen und tropischen Afrika, davon neun in der Capensis.
  - Soliva Ruiz & Pav. (Syn.: Gymnostyles Juss.): Die etwa acht Arten sind hauptsächlich in Südamerika verbreitet, es gibt Arten in Nordamerika und Australien. Soliva sessilis ist eine invasive Pflanze in Südafrika. Soliva anthemifolia ist eine invasive Pflanze in China.
  - Thaminophyllum Harv.: Die drei Arten sind Endemiten der westlichen Capensis.
- Subtribus Glebionidinae Oberpr: & Vogt: Sie enthält nur drei bis vier Gattungen mit fast 30 Arten:
  - Argyranthemum Webb ex Sch.Bip. (Syn.: Chrysanthemum L. sect. Argyranthemum (Webb ex Sch.Bip.) Bentham & Hook. f., Chrysanthemum L. sect. Magarsa DC.): Die etwa 24 Arten sind hauptsächlich auf den Kanarischen Inseln (Makaronesien) beheimatet, beispielsweise:
    - Strauchmargerite (Argyranthemum frutescens (L.) Sch.Bip., Syn.: Chrysanthemum frutescens L.): Ihre Sorten werden weltweit als Beet- und Balkonpflanze verwendet.

  - Glebionis Cass. (Syn.: Xanthophthalmum Sch.Bip. orth. var., Xantophtalmum Sch.Bip.): Die nur zwei (bis drei) Arten sind ursprünglich im Mittelmeergebiet und Makaronesien verbreitet. Heute sind sie Neophyten in vielen Teilen der Welt; beispielsweise:
    - Kronen-Wucherblume (Glebionis coronaria (L.) Cass. ex Spach)
    - Saat-Wucherblume (Glebionis segetum (L.) Fourn.)

  - Heteranthemis Schott: Sie enthält nur eine Art:
    - Heteranthemis viscidihirta Schott: Sie ist im Mittelmeerraum im nordwestlichen Afrika verbreitet.

  - Ismelia Cass.: Sie enthält nur eine Art:
    - Bunte Wucherblume (Ismelia carinata (Schousb.) Sch.Bip.): Sie ist ursprünglich im nordwestlichen Afrika beheimatet. Sie wird als Zierpflanze verwendet und ist in vielen Teilen der Welt verwildert (Neophyt).
- Subtribus Handeliinae Bremer & Humphries: Sie enthält etwa zehn Gattungen in Asien mit einem Schwerpunkt der Artenvielfalt vom Iran, in Zentralasien bis Afghanistan:
  - Allardia Decne. (Syn.: Waldheimia Kar. & Kir.): Die etwa acht alpinen Arten sind in Afghanistan, in Zentralasien und im Himalaja verbreitet; davon kommen sechs Arten in Pakistan vor.
  - Handelia Heimerl: Sie enthält nur eine Art:
    - Handelia trichophylla (Schrenk) Heimerl: Sie ist in Zentralasien in Afghanistan, Kasachstan, Pakistan, Usbekistan und China weitverbreitet.[5]

  - Lepidolopsis Poljakov: Sie enthält nur eine Art:
    - Lepidolopsis turkestanica (Regel & Schmalh.) Poljakov: Sie ist im Iran, in Afghanistan und Zentralasien verbreitet.

  - Microcephala Pobed.: Die nur vier Arten sind in Zentralasien, Iran, Afghanistan und Pakistan weitverbreitet.
  - Pseudohandelia Tzvelev: Sie enthält nur eine Art:
    - Pseudohandelia umbellifera (Boiss.) Tzvelev: Sie ist vom Iran über Zentralasien, Afghanistan und Pakistan bis zum chinesischen Xinjiang weitverbreitet.[5]

  - Richteria Kar. & Kir.: Die nur drei Arten im Iran, in Afghanistan, Zentralasien, Mongolei, in China nur in Xinjiang sowie im Autonomen Gebiet Tibet und im Himalaya weitverbreitet.[5]
  - Sclerorhachis (Rech. f.) Rech. f.: Die etwa vier Arten kommen im Iran und in Afghanistan vor.
  - Tanacetopsis (Tzvelev) Kovalevsk.: Die etwa 23 Arten sind im Iran, in Afghanistan und Zentralasien verbreitet.
  - Trichanthemis Regel & Schmalh.: Die etwa neun Arten sind in Zentralasien verbreitet.
  - Xylanthemum Tzvelev: Die etwa neun Arten sind im Iran, Zentralasien, Afghanistan und Pakistan verbreitet.
- Subtribus Leucantheminae Bremer & Humphries: Sie enthält etwa acht Gattungen im Mittelmeerraum, Süd- und Zentraleuropa mit etwa 60 Arten:
  - Chlamydophora Ehrenb. ex Less.: Sie enthält nur eine Art:
    - Chlamydophora tridentata (Delile) Less.: Sie ist im südlichen und östlichen Mittelmeerraum verbreitet.

  - Chrysanthoglossum B.H.Wilcox, B.H.Wilcox, K.Bremer & Humphries: Die nur zwei Arten sind in Nordafrika verbreitet.
  - Coleostephus Cass. (Syn.: Bulbostylis DC.): Die nur drei Arten sind im Mittelmeerraum verbreitet. Darunter:
    - Gelbe Margerite (Coleostephus myconis (L.) Rchb. f.)

  - Glossopappus Kunze: Sie enthält nur eine Art:
    - Glossopappus macrotus (Durieu) Briq. & Cavill.: Sie ist auf der Iberischen Halbinsel und in Nordafrika beheimatet.

  - Margeriten (Leucanthemum Mill.): Die etwa 33 Arten sind hauptsächlich in Europa (besonders in Zentral- und Südeuropa) verbreitet und nur eine Art kommt in Nordafrika (Marokko, Algerien und Tunesien) vor.
  - Mauranthemum Vogt & Oberpr. (Syn.: Leucoglossum B.H.Wilcox et al.): Die etwa vier Arten sind im Mittelmeerraum verbreitet.
  - Plagius L'Hér. ex DC.: Die etwa drei Arten sind in Nordafrika, auf Korsika und Sardinien verbreitet.
  - Rhodanthemum (Vogt) B.H.Wilcox, K.Bremer & Humphries: Die etwa 15 Arten sind in Nordafrika und Spanien verbreitet.
- Subtribus Leucanthemopsidinae Oberpr. & Vogt: Sie enthält etwa vier Gattungen mit nur etwa zwölf Arten von Europa bis nordwestliche Afrika:
  - Castrilanthemum Vogt & Oberpr.: Sie enthält nur eine Art:
    - Castrilanthemum debeauxii (Degen & al.) Vogt & Oberpr.: Die Heimat ist Spanien.

  - Hymenostemma (Kunze) Willk.: Sie enthält nur eine Art:
    - Hymenostemma pseudanthemis (Kunze) Willk.: Sie kommt in Marokko und im südwestlichen Spanien in der Provinz Cádiz vor.[7]

  - Alpenwucherblumen (Leucanthemopsis (Giroux) Heywood): Die etwa neun Arten sind in Europa und im nordwestlichen Afrika verbreitet.
  - Prolongoa Boiss.: Sie enthält nur eine Art:
    - Prolongoa hispanica G.López & C.E.Jarvis: Die Heimat ist Spanien.
- Subtribus Matricariinae Willk.: Sie enthält etwa fünf Gattungen:
  - Schafgarben (Achillea L., Syn.: Leucocyclus Boiss.): Die etwa 115 (bis 211) Arten sind in Eurasien und im gesamten Mittelmeergebiet weitverbreitet; auch in Nordamerika kommen Arten vor.
  - Bertram (Anacyclus L.): Die etwa zwölf Arten sind in Südeuropa, Nordafrika und Vorderasien verbreitet.
  - Heliocauta Humphries: Sie enthält nur eine Art:
    - Heliocauta atlantica (Litard. & Maire) Humphries: Sie kommt nur in Marokko vor.

  - Kamillen (Matricaria L., Syn.: Chamomilla Gray): Die etwa sieben Arten sind in Europa, Kleinasien, gemäßigten Klimagebieten Asiens, Nordafrikas und Nordamerikas weitverbreitet. Einige Arten sind in vielen Gebieten, auch auf der Südhalbkugel Neophyten.
  - Otanthus Hoffmanns. & Link: Sie enthält nur eine Art:
    - Schneeweiße Strandfilzblume (Otanthus maritimus (L.) Hoffmanns. & Link): Sie ist in Nordafrika, in Vorderasien, im Mittelmeergebiet und nördlich bis zu den Küsten Großbritanniens verbreitet. Auf den Kanarischen Inseln ist die Ursprünglichkeit zweifelhaft. Nach Werner Greuter und E. von Raab-Straube wird sie aber besser als Achillea maritima (L.) Ehrend. & Y.P. Guo zur Gattung Achillea gestellt.[4]
- Subtribus Osmitopsidinae Oberpr. & Himmelreich: Sie enthält nur eine Gattung:
  - Osmitopsis Cass.: Die etwa neun Arten kommen in der Capensis vor.
- Subtribus Pentziinae Oberpr: & Himmelreich: Sie enthält etwa sieben Gattungen. Fast alle Arten sind nur in der Capensis beheimatet:
  - Cymbopappus B.Nord.: Die nur drei Arten sind in der Capensis beheimatet.
  - Foveolina Källersjö: Die fünf Arten sind in der Capensis beheimatet.
  - Marasmodes DC.: Die acht Arten sind Endemiten der westlichen Capensis.
  - Myxopappus Källersjö: Die nur zwei Arten sind in der Capensis beheimatet.
  - Oncosiphon Källersjö: Die acht Arten sind in der Capensis beheimatet.
  - Pentzia Thunb.: Die 23 Arten sind in Afrika verbreitet, 21 davon sind in der Capensis beheimatet.
  - Rennera Merxm.: Die vier Arten sind in der Capensis beheimatet.
- Subtribus Phymasperminae Oberpr: & Himmelreich: Sie enthält etwa drei Gattungen. Alle etwa 26 Arten sind nur in der Capensis beheimatet:
  - Eumorphia DC.: Die etwa sechs Arten sind in der Capensis beheimatet.
  - Gymnopentzia Benth.: Sie enthält nur eine Art:
    - Gymnopentzia bifurcata Benth.: Sie ist in der Capensis beheimatet.

  - Phymaspermum Less. (Syn.: Adenachaena DC., Brachymeris DC.): Die etwa 19 Arten sind in der Capensis beheimatet.
- Subtribus Santolininae Willk.: Sie enthält etwa fünf Gattungen:
  - Römische Kamillen (Chamaemelum Mill., Syn.: Ormenis (Cass.) Cass.): Die nur zwei (bis sechs) Arten sind in Europa und Nordafrika verbreitet.
  - Cladanthus Cass.: Die etwa fünf Arten sind vom Mittelmeerraum bis Kleinasien verbreitet. Einige Arten sind in vielen Gebieten der Welt Neophyten.
  - Mecomischus Coss. ex Benth. & Hook. f.: Die nur zwei Arten sind in Nordafrika verbreitet.
  - Rhetinolepis Coss.: Sie enthält nur eine Art:
    - Rhetinolepis lonadioides Coss.: Sie ist in Nordafrika verbreitet.

  - Santolina L.: Die acht bis über zwölf Arten sind im Mittelmeerraum verbreitet.
- Subtribus Ursiniinae Bremer & Humphries: Sie enthält nur eine Gattung:
  - Ursinia Gaertn.: Die etwa 39 Arten sind in Südafrika, Namibia, Botswana und Äthiopien verbreitet. beispielsweise:
    - Dillblättrige Bärenkamille (Ursinia anethoides (DC.) N.E.Br.): Sie kommt in Südafrika vor.[1]
    - Bunte Bärenkamille (Ursinia anthemoides (L.) Poir.): Sie kommt in zwei Unterarten in Namibia und in Südafrika vor und ist in Western Australia ein Neophyt.[1]
    - Schöne Bärenkamille (Ursinia speciosa DC.): Sie kommt in Namibia und Südafrika vor und ist in Western Australia ein Neophyt.[1]
- Nicht in eine Subtribus eingeordnet sind:
  - Aaronsohnia Warb. & Eig: Die nur zwei Arten sind von Nordafrika bis Kleinasien verbreitet.
  - Ajaniopsis C.Shih: Sie enthält nur eine Art:
    - Ajaniopsis penicilliformis C.Shih: Dieser Endemit kommt in Höhenlagen von 4600 bis 5000 Meter nur in Nanmulin im Autonomen Gebiet Tibet vor.[5]

  - Brocchia Vis.: Sie enthält nur eine Art:
    - Brocchia cinerea (Delile) Vis.

  - Cancrinia Kar. & Kir.: Die etwa 30 Arten sind in Zentralasien verbreitet.
  - Cancriniella Tzvelev: Sie enthält nur eine Art:
    - Cancriniella krascheninnikovii (N.Rubtz.) Tzvelev: Sie ist in Zentralasien verbreitet.

  - Daveaua Willk.: Sie enthält nur eine Art:
    - Daveaua anthemoides Mariz: Sie ist im Mittelmeerraum verbreitet.

  - Endopappus Sch.Bip.: Sie enthält nur eine Art:
    - Endopappus macrocarpus (Coss. & Kralik ex Batt. & Trabut) Sch. Bip.: Sie ist in Nordafrika verbreitet.

  - Gonospermum Less.: Die etwa vier Arten kommen nur auf den Kanarischen Inseln vor.
  - Heteromera Pomel: Die etwa zwei Arten sind in Nordafrika verbreitet.
  - Hulteniella Tzvelev: Sie enthält nur eine Art:
    - Hulteniella integrifolia (Richardson) Tzvelev: Das weite Verbreitungsgebiet reicht vom nördlichen Kanada über Alaska bis ins nördliche Eurasien.

  - Inulanthera Källersjö: Die zehn Arten sind im südlichen Afrika verbreitet: Angola, Simbabwe, Madagaskar und sieben Arten davon in Südafrika.
  - Leucoptera B.Nord.: Die nur drei Arten kommen in der Capensis vor.
  - Lepidolopha C.Winkl.: Die etwa neun Arten sind in Zentralasien verbreitet.
  - Lepidophorum Neck. ex DC.: Sie enthält nur eine Art:
    - Lepidophorum repandum (L.) DC.: Sie kommt auf der Iberischen Halbinsel vor.

  - Leucocyclus Boiss.: Sie enthält nur eine Art:
    - Leucocyclus formosus Boiss.: Sie kommt nur in der Türkei vor.

  - Lonas Adans.: Sie enthält nur eine Art:
    - Gelber Leberbalsam (Lonas annua (L.) Vines & Druce): Sie kommt im nordwestlichen Afrika und auf Sizilien vor.

  - Nivellea B.H.Wilcox, K.Bremer & Humphries: Sie enthält nur eine Art:
    - Nivellea nivellei (Braun-Blanq. & Maire) B.H.Wilcox & al.: Sie kommt in Marokko vor.

  - Opisthopappus C.Shih: Sie enthält nur eine Art:
    - Opisthopappus taihangensis (Y.Ling) C.Shih: Sie gedeiht an Berghängen des Taihangshan Gebirges in Höhenlagen von 800 bis 1200 Meter in den chinesischen Provinzen Hebei, Henan, Shanxi.[5]

  - Otospermum Willk.: Sie enthält nur eine Art:
    - Otospermum glabrum (Lag.) Willk.: Sie ist auf der Iberischen Halbinsel und in Nordafrika verbreitet.

  - Phalacrocarpum (DC.) Willk.: Die nur zwei Arten sind auf der Iberischen Halbinsel verbreitet.
  - Polychrysum (Tzvelev) Kovalevsk.: Sie enthält nur eine Art:
    - Polychrysum tadshikorum (Kudr.) Kovalevsk.: Sie ist in Zentralasien und Afghanistan verbreitet.

  - Sphaeromorphaea Nutt.: manchmal in Epaltes eingegliedert.
  - Tridactylina (DC.) Sch.Bip.: Sie enthält nur eine Art:
    - Tridactylina kirilowii (DC.) Sch. Bip.: Sie ist im östlichen Sibirien verbreitet.

  - Ugamia Pavlov: Sie enthält nur eine Art:
    - Ugamia angrenica (Krasch.) Pavlov: Sie kommt in Turkmenistan vor.

## Nutzung
Wenige Arten werden als Gemüse verwendet: Bunte Wucherblume (Ismelia carinata), Kronenwucherblume (Glebionis coronaria) und Saat-Wucherblume (Glebionis segetum).
In der Tribus Anthemideae sind viele Heil- und Gewürzpflanzen mit ätherischen Ölen zu finden. Bekannteste Vertreter sind die Echten Kamillen (Gattung Matricaria). Weitere wichtige Gattungen sind: mit Heilpflanzen-Arten wie Hundskamille (Anthemis), Schafgarbe (Achillea), Beifuß (Artemisia), aber auch Gewürzpflanzen wie Estragon (Artemisia dracunculus).
An Zierpflanzen sind am bekanntesten Chrysanthemen (Chrysanthemum) und Margeriten (Leucanthemum).
Insektizide (Pyrethrum) werden beispielsweise aus verschiedenen Tanacetum-Arten gewonnen. Medizinisch verwendet wird beispielsweise Artemisia capillaris.